# Соцгород (Магнитогорск)
Соцго́род Магнитого́рска — жилой район в левобережной части Магнитогорска (Челябинская область, Россия), спроектированный советскими и западноевропейскими специалистами и начавший строиться в 1930-е годы при новом металлургическом комбинате. Один из первых соцгородов; памятник градостроительства; квартал № 1 Соцгорода — всемирно известный памятник архитектуры функционализма.
В 1929 году проектирование посёлка при будущем металлургическом комбинате передано С. Е. Чернышёву, но увеличившаяся проектная численность населения потребовала проектировать не посёлок, а полноценный город в соответствии с утопической концепцией «соцгорода» — поселения принципиально нового социалистического типа с высокой степенью обобществления быта и развитой системой обслуживания. В этом же году город Магнитогорск фактически был основан и началось строительство временного жилья. В 1930 году прошёл всесоюзный конкурс на проект Магнитогорска, не давший заказчику желаемых результатов. Проектирование затягивалось, из-за чего первый капитальный жилой дом Соцгорода по проекту С. Е. Чернышёва был заложен 5 июля 1930 года, не дожидаясь утверждения генерального плана. В конце 1930 года после очередной череды организационных перестановок проектирование перешло группе немецкого градостроителя Э. Мая, в которую входили специалисты из Германии и других стран, преимущественно из Западной Европы. К середине 1930-х годов бо́льшая часть иностранцев покинула СССР, проектирование вернулось советским градостроителям. Тогда же строительство города было решено постепенно переносить на другой берег.
Жилищное строительство значительно отставало от необходимых показателей из-за приоритета промышленному строительству, просчёта с числом жителей, нехватки леса, низкой степени урбанизации района, неразвитости железнодорожной сети и постоянных изменений программы на проектирование. Отставание привело к жилищной катастрофе. К январю 1932 года количество жилой площади в Магнитогорске упало до 1,7 м2 на человека. Магнитогорцы ютились в бараках, палатках, самостоятельно возводившихся трущобах. Неприемлемые условия жизни вызвали скачок смертности. Так, зимой 1932/33 годов от холода и недоедания в палатках вымерла десятая часть обитателей, в том числе практически все дети младше 10 лет. Экономия и нехватка ресурсов негативно сказались также и на качестве капитальных домов, строившихся по проекту Соцгорода. В капитальные дома прежде всего заселяли передовиков производства, стахановцев.
Соцгород состоит из двух кварталов, различия между которыми наглядно показывают трансформацию градостроительных практик в 1930-е годы. Квартал № 1 спроектирован группой Э. Мая с учётом наработок С. Е. Чернышёва, имеет строчную застройку домами в 3-4 этажа. Квартал № 2 спроектирован П. Н. Блохиным и А. В. Натальченко, включает периметральную и строчную застройку домами в 5-7 этажей и демонстрирует переход к сталинскому градостроительству. Отдельно от Соцгорода расположены появившиеся одновременно с ним элитный посёлок Берёзки, крупные общественные здания, парк культуры и отдыха металлургов.
Квартал № 1 имеет статус объекта культурного наследия. Несмотря на это, Соцгород находится под угрозой сноса исторических зданий, против чего неоднократно выступали специалисты и искусствоведы из России, Германии и Нидерландов.

## Проектирование

### До 1929 года. Первые проекты
После Революции над заводом работали И. В. Гутовский и В. Е. Грум-Гржимайло, но не известно, разрабатывали ли они посёлок.
В мае 1925 года в соответствии с планом ГОЭЛРО в Свердловске стартовало проектирование Магнитогорского металлургического завода, который должен был использовать обширные залежи железных руд Магнитной горы на восточном склоне Южного Урала в Челябинской области. В ноябре под руководством С. М. Зеленцова в Свердловске образовано Уралпроектбюро (позднее — Уралгипромез). С. М. Зеленцов трижды приезжал к Магнитной горе для выбора места постройки завода и расселения строителей. В 1926 году окончательно утверждено место постройки Магнитогорска у Магнитной горы, на левом (восточном) берегу реки Урал. С 1926 года проектирование велось параллельно в Свердловске в Уралгипромезе и в Ленинграде в головном отделении Гипромеза (Ленгипромезе). В 1928 году проект завода Уралгипромеза признан лучшим, а в 1929 году принято решение о строительстве завода.
Первые известные проекты поселения при заводе выполнены в конце 1928 — начале 1929 годов. По проекту Ленгипромеза рабочий посёлок на 20 тыс. человек располагается в непосредственной близости от предприятия. От главной проходной завода на центральной площади расходятся радиальные магистрали. Заметен высокий уровень благоустройства: жильё обеспечивается канализацией и водопроводом, предусмотрены столовые, ясли и детские очаги. Проект Уралгипромеза, судя по докладной записке «По вопросу постройки Магнитогорского металлургического завода» от 10 января 1929 года, представляет собой аналогичный посёлок с радиальной планировкой. В обоих проектах высокий процент индивидуальной малоэтажной застройки, проекты типичны для градостроительства середины 1920-х годов, но не отражают новые градостроительные веяния начала индустриализации.

### 1929 год. Генеральный план С. Е. Чернышёва, схема Н. А. Милютина
29 июля 1929 года на должности начальника строительства Магнитогорска С. М. Зеленцова сменил В. А. Смольянинов, познакомившийся в это же время с архитектором С. Е. Чернышёвым.
К этому времени Магнитогорск уже фактически был основан, строилось временное жильё. Проектирование поселения при заводе было передано в Госпроект, где оно велось под руководством С. Е. Чернышёва. Он приступил к разработке генерального плана после летней поездки на строительную площадку металлургического комбината.
Постоянные изменения проектных показателей усложняли проектные работы, а увеличившаяся проектная численность населения потребовала от С. Е. Чернышёва проектировать не посёлок, а полноценный город. Учитывая объём жилищного строительства в эти годы, архитектор предложил строить город в две очереди, начиная с временного поселения.
По генеральному плану С. Е. Чернышёва, представленному в октябре, селитьба расположена на плато к юго-западу от комбината, с наветренной от него стороны. Селитьба максимально приближена к комбинату, отделяясь от него очень небольшой защитной зелёной зоной с общественными зданиями и парком. В эти годы была популярна точка зрения, что в ближайшем будущем вредные выбросы производств можно будет свести к минимуму. Композиционная ось планировки — широкая озеленённая магистраль, ориентированная на комбинат. Городской центр сформирован двумя ядрами. Административно-общественная площадь на территории временного поселка застроена зданиями Советов, партийных организаций, учреждениями культуры. В основном городе расположена предзаводская площадь со зданиями заводоуправления, главной заводской конторой, ФЗУ, гостиницей, столовой. Имеется как индивидуальное малоэтажное жильё, так и секционные 4-этажные дома.
Архитектор и государственный деятель Н. А. Милютин, занимавшийся проблемой новых городов, со страниц «Известий» раскритиковал проект С. Е. Чернышёва за традиционность подхода:

…одно лицо, занятое производительным трудом, должно прокормить трёх иждивенцев, из которых половина трудоспособных. Где же организация социалистического быта? Где гигиеническое расположение жилищ? Где раскрепощение женщины? Где хотя бы намёк на общественное воспитание ребят? А ведь Магнитогорск — первый в СССР чисто советский город, где мы не связаны прошлым, где мы всему миру демонстрируем волю пролетариата в новой общественной жизни!
— Милютин Н. А. Борьба за новый быт и советский урбанизм // Известия. — 1929. — 29 октября
В это время уже начиналась публичная градостроительная дискуссия об облике будущих соцгородов при новой промышленности — поселений принципиально нового социалистического типа с высокой степенью обобществления быта и развитой системой обслуживания. Магнитогорск должен был стать одним из таких соцгородов. 11 ноября 1929 года опубликовано постановление СНК РСФСР «О строительстве Магнитогорского комбината и посёлка при нем», обозначившее будущее поселение как «чисто пролетарский город, полностью связанный с работой Металлургического комбината». Его определяющими параметрами должны были стать «полное использование всего трудоспособного населения в производстве или коммунально-бытовом обслуживании» и «максимально доступное в условиях переходного периода обобществление быта».
В этом же году Н. А. Милютин предложил свою схему «зонального Социалистического Магнитогорска». В ней зонирование решено параллельными полосами. В 1930 году Н. А. Милютин, доработав свою схему, представил её в книге «Соцгород. Проблема строительства социалистических городов» как образец «поточно-функциональной схемы планировки». Поточно-функциональная схема планировки оказала существенное влияние на советское и зарубежное градостроительство. Применительно к Магнитогорску она позволяла сократить расстояние от дома до станка в большинстве случаев до 500—700 м, заложить задел под будущее расширение комбината и города, расположить жилища так, чтобы из их окон были видны парк или река Урал.

### Начало 1930 года. Конкурсные проекты. Проект детальной планировки квартала № 1 С. Е. Чернышёва
Выдвинутое требование проектировать Магнитогорск в соответствии с установками соцгорода, по видимому, привело к пробуксовыванию проектных работ. Было решено объявить всесоюзный конкурс. Задание на проектирование разрабатывалось Госпроектом. В соответствии с ним основным типом застройки предполагались 4-5-этажные общежития коммунального типа, оборудованные водопроводом, канализацией, электричеством. Должны были быть предусмотрены столовые, клубные комнаты, читальни, комнаты для работы и занятий, спортзалы. Инфраструктура должна была включать: ясли и детские сады; образовательные учреждения (втуз, школы, техникум); учреждения здравоохранения; культурные учреждения (Дворец Труда и Культуры, библиотека-читальня, театр, кинотеатр, стадионы, спортплощадки); бани-прачечные, телеграфные и телефонные станции, почта; система распределительного социального обеспечения (пищевой комбинат, сети столовых и буфетов, товарные распределители; административные учреждения (дом советов, дома парткома и профсоюзов).
Первоначальное задание Госпроекта было подвергнуто критике за недостаточный учёт «коллективистской составляющей». В частности, недопустимым было названо деление общежитий на мужские и женские, указывалось, что необходимо предусмотреть возможность женщине отдать ребёнка на круглосуточное воспитание в детские учреждения при «жилкоммуне». Таким образом, в скорректированном задании в каждой из жилкоммун с полным обобществлением культурно-просветительной и бытовой жизни должны проживать 1,5–2 тыс. человек, по 2-3 взрослых в комнате (или в сообщающихся отдельных комнатах для каждого) с нормой жилой площади для одиночных комнат 9 м2 на человека, для остальных — 7,5 м2. Население города по заданию — 50 тыс. жителей. Программа конкурса утверждена в декабре 1929 года.
На конкурс были представлены: 5 заказных проектов (бригады ОСА под руководством И. И. Леонидова, бригады членов ОСА М. О. Барща, В. М. Владимирова, Н. Б. Соколова из Секции типизации Стройкома РСФСР вместе с М. А. Охитовичем, Картоиздательства НКВД РСФСР, Госпроекта под руководством С. Е. Чернышёва, МАО), 11 инициативных профессиональных проектов, многочисленные проекты от населения. Итоги конкурса подведены в марте 1930 года.
Жюри конкурса, возглавляемое А. В. Луначарским и Н. А. Милютиным, отметило вторыми премиями проект Ф. Я. Белостоцкой и 3. М. Розенфельда и проект Р. Е. Бриллинга, Н. И. Гайгарова, В. С. Арманд и М. Н. Семёнова. Как и в большинстве инициативных проектов, в данных работах применён принцип концентрированного расселения и организация городской структуры за счёт пространственной комбинаторики расположения типовых «жилкомбинатов» в духе «урбанистической» концепции — соединённых крытыми переходами комплексов из жилых и общественных корпусов. Первая премия не присуждалась.
Бригады членов ОСА представили проекты линейной планировки. В городе-линии И. И. Леонидова полоса жилых кварталов чередуется с участками детских учреждений. По обе стороны от этой полосы размещены отдельно стоящие общественные и коммунально-бытовые сооружения, парки, на периферии — транспортные магистрали, связывающие комбинат и совхоз. Жилая застройка включает как малоэтажные дома, так и высотные. И. И. Леонидов отказался от популярных тогда крытых переходов между корпусами, подчёркивая оздоровительный эффект пребывания человека на свежем воздухе. Нетронутые ландшафты, пронизанные воздухом и светом дома из стекла и дерева, бассейны в зелёных зонах, пешеходные мосты над скоростными магистралями определяли облик, по выражению искусствоведки В. Э. Хазановой, «зелёного города-сада». По её мнению, выразительность объёмно-пространственной композиции города-линии была также важна, как и комфорт жизни в нём. Проблема концепции заключалась в том, что по мере роста города новые кварталы слишком удалялись от места работы. Линейное расселение, мобильность и вечность связи человека с природой — характерны и для второго проекта ОСА под названием «Магнитогорье» и лозунгом «Не дом-коммуна, а коммуна домов». В нём от комбината отходит 8 лент, связывающих промышленность с совхозами и рудниками. Ось ленты — шоссе, вдоль него разрастаются защитные зелёные полосы, за ними посреди природы живописно разбросаны компактные домики («кабины для сна»), по краям ленты — спортивные площадки. Через определённое расстояние по шоссе расставлены местные культурно-бытовые центры, школы и ясли. Всё необходимое заказывается по каталогу и доставляется на дом. Запроектирован единый для всей системы административно-общественный центр. В. Э. Хазанова писала, что культура в этом проекте преследует человека, «почти насильно пробуждая тягу к сокровищам искусства и науки».
С. Е. Чернышёв, не желая сдаваться, также представил на конкурс свой проект. В нём, как и в проектах МАО, Картоиздательства НКВД РСФСР, применена «концентрированная» планировка города со сходящимися к предзаводской площади лучами улиц.
Несмотря на «исключительно интересные и положительные идеи», конкурс не дал заказчику — Магнитострою — желаемых результатов. Исследователи советской архитектуры И. С. Чередина и М. Г. Меерович отмечают, что большинство представленных проектов оказались однообразными и малоинтересными, а заслуживающие внимания — представляли собой устремлённые в будущее «прекраснодушные утопии», не отвечавшие требованиям реального жилищного строительства настоящего момента.
Конкурсное и реальное проектирование существовали, не пересекаясь. Идеи из ряда проектов были предложены для реализации в Магнитогорске в виде опытных участков, но развитие это не получило. Проектирование было возвращено С. Е. Чернышёву, несмотря на то, что жюри конкурса нашло его проект не решающим задач рациональной связи с производством и постепенного слияния города и деревни.
После завершения конкурса С. Е. Чернышёв приступил к детальной планировке квартала № 1. Архитектор взял свой проект 4-этажного 4-секционного жилого дома, который был разработан им ранее для Москвы. Дома квартала расставлены в строчную застройку. Малые промежутки между домами предполагалось использовать как хозяйственные дворы. Большие пространства между домами проектировались как зоны отдыха.
В официальных программах-заданиях на проектирование соцгородов не упоминались обособленные поселения для иностранных специалистов и партийно-административного начальства с домами 
коттеджного типа, хотя такие поселения проектировались и строились повсеместно, в том числе в Магнитогорске — посёлок Берёзки. Подобное социально-стратовое зонирование не афишировалось.

### Осень 1930 года. Приглашение группы Э. Мая

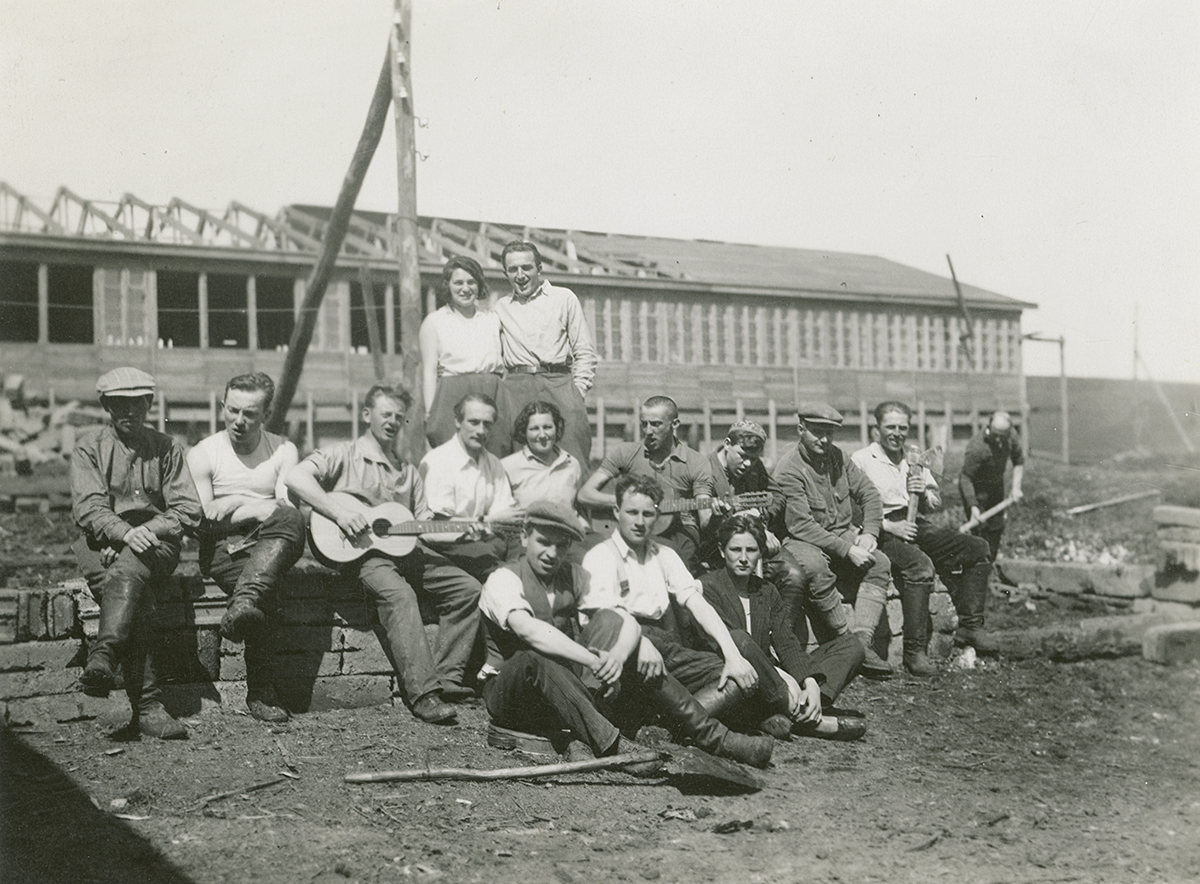
Нидерландские архитекторы на стройке Магнитогорска. 1932 г.

Хотя Я. П. Шмидт, назначенный на пост начальника строительства Магнитогорска летом 1930 года, заверял руководство государства, что заданные темпы строительства будут достигнуты, ситуация в городе оставалась сложной, а проектирование продолжало затягиваться. По мнению М. Г. Мееровича, причинами этого были: постоянные изменения в технологическом цикле предприятия, от которого зависило расположение селитьбы;  многократные корректировки проектных показателей в сторону увеличения мощности завода и численности населения города; постановления, регулирующие взаимосвязь между заводами и рабочими посёлками; отсутствие однозначного архитектурно-градостроительного выражения идеи соцгорода.
В сентябре 1930 года проектирование передано из Госпроекта в Гипрогор, но руководителем работ остался С. Е. Чернышёв.
Срок завершения проекта к 10 октября 1930 года был сорван. Этой осенью ситуация была признана катастрофической, что грозило срывом сроков открытия комбината.
По мнению И. С. Черединой и М. Г. Мееровича, причиной постоянных перестановок была межведомственная борьба за государственный заказ и деньги. Победу в этой борьбе первоначально одержал Цекомбанк, создавший «Фонд финансирования строительства соцгородов» и «Проектно-планировочное бюро по строительству новых городов и посёлков». Возглавить бюро было предложено уже знаменитому на тот момент немецкому левому архитектору и градостроителю, бывшему главному архитектору Франкфурта-на-Майне Э. Маю. В состав группы Э. Мая вошли архитекторы и проектировщики из Германии и других стран, преимущественно из Западной Европы. Над Магнитогорском работали: градостроители М. Стам и В. Швагеншайдт, проектировщики объектов социального назначения В. Хебебранд, М. Шютте-Лихоцки и В. Шютте, специализировавшийся на моделировании А. Лохер, специалист по озеленению У. Вольф, а также Й. Нигеман, Ф. Форбат, Г. Хазенпфлюг и др.
Впервые группа иностранцев приехала в Магнитогорск в октябре-ноябре, точная дата в источниках разнится.
3 ноября на стройке с участием Э. Мая, Магнитостроя, Гипрогора, горсовета и вовлечённых ведомств состоялось расширенное заседание. Был обозначен состав населения будущего города:
- 64 % — трудоспособное взрослое население обоих полов от 15 до 59 лет
- 16 % — дети дошкольного возраста
- 17 % — дети школьного возраста от 7 до 14 лет включительно
- 3 % — старики старше 59 лет и инвалиды

Расчёт исходил из потребности в необходимой рабочей силе и не учитывал стихийных факторов и неучтённого населения. Пятая часть населения должна была быть одиночками, размещаемыми в бараках-общежитиях. Помимо данного типа жилья предписывалось проектировать многоквартирные секционные или коридорные дома в несколько этажей как государственного, так и кооперативного строительства. Запись в протоколе совещания свидетельствует, что в работе одновременно находились три проекта генплана — Гипрогора, группы Э. Мая, а также архитектора Давидовича. Гипрогору поручено общее руководство и наблюдение за всеми ведомствами, которые будут осуществлять постройку города.

### Конец 1930 года. Закрытый конкурс между западноевропейскими и советскими архитекторами
Между западноевропейскими и советскими архитекторами в конце 1930 года прошёл закрытый конкурс. Впоследствии С. Е. Чернышёв вспоминал:

Приехал к нам из Германии архитектор Э. Май. К нему обратились помочь решить вопрос, где строить город, на правом или левом берегу. Он любезно согласился приехать в Магнитогорск. Там встретили Мая с большим почётом. Прислушался он к тому, что говорят строители, учёл сложившуюся ситуацию и решил, что город нужно строить на левом берегу. Он сделал проект, и одновременно делали проект наши архитекторы. Собрали экспертную комиссию, в которую вошли Жолтовский, Гинзбург и другие, и провалили проект Мая. Но, принимая во внимание опыт Мая, ему поручили запроектировать город. Решение комиссии было такое — поручить Маю проектирование города Магнитогорска с тем, чтобы в новом проекте использовать всё лучшее, что имеется в его проекте и в проекте советских архитекторов
— Стенограмма совещания градостроителей уральских городов 1951 года
Обе группы проектировщиков подготовили проекты Магнитогорска на 120 тыс. человек в рекордно сжатые сроки. Работа Э. Мая представляет собой компактный по планировке соцгород, состоящий из однотипных кварталов строчной застройки. Все жилые дома имеют ориентацию север — юг. 3 декабря эксперты правительственной комиссии, проанализировав проекты, признали лучшим работу С. Е. Чернышёва в Гипрогоре. При проектировании он учёл реальную ситуацию, рельеф местности, расположив жильё на плоской равнине, а места для отдыха в зелёном поясе у подножия горы. О проекте Э. Мая говорилось, что он имеет «жёсткую и однообразную трактовку плана, которая из-за этого приобрела „казарменный вид“». Сам Э. Май на это возражал, что восприятие пешеходом «даёт совершенно иную игру». Кроме того, такая застройка была экономичной, обеспечивала необходимую гигиеничность и инсоляцию. Иностранцы, которые не были знакомы со второй градостроительной дискуссией, поначалу слабо прорабатывали ставившиеся ей вопросы: не было проработано обобществление быта и общественное обслуживание, не были предусмотрены клубные здания и учреждения здравоохранения, не развита сеть дошкольных учреждений и общественных столовых, не предусмотрены спортплощадки у школ и т. д. Лишь в процессе работы проектировщики усваивали новый для них социальный заказ.
10 декабря правительственная комиссия вновь собралась на заседание и приняла противоположное решение: проект С. Е. Чернышёва отклонить по причине наличия в нём трёх городских центров (в 1930-е годы в советском градостроительстве начала доминировать жёсткая иерархизированная моноцентричная система) и окончательно передать проектирование недавно раскритикованному Э. Маю. При этом комиссия потребовала от Э. Мая использовать некоторые наработки С. Е. Чернышёва («дать в застройке кварталов большие перспективы при взгляде изнутри помещений на улицу»), а также учесть в своём генплане размещение квартала № 1, поскольку к этому времени уже началась закладка фундаментов домов этого квартала по проекту С. Е. Чернышёва.

### 1930—1931 годы. Продолжение работы группы Э. Мая и детальная планировка квартала № 1
В начале 1930-х годов в проектировании соцгородов властью был задан новый вектор, ограничивший свободу формотворчества. Необходимость расселения огромных масс людей вынудила отказаться от всеобщего коммунистического обобществлённого быта в пользу коммунального максимально переуплотнённого дешёвого заселения. Э. Май без особого успеха пытался воспрепятствовать переуплотнённому заселению.
Изначально программа на проектирование предписывала Э. Маю проектировать многоэтажные здания, но из-за экономии материалов почти сразу пришлось перейти к 3-этажным домам. 5-этажными предусматривались лишь нереализованные дома-коммуны коридорной планировки. Внешние кварталы и вовсе предлагалось застраивать 2-этажными глиняными или глиняно-деревянными домами. Э. Май первоначально ориентировался на обобществлённый быт, когда дети проводили свободное время с родителями, но ночевать должны были отдельно в специальных детских учреждениях.
Генплан 1930 года, видимо, фиксировал планировку квартала № 1, созданную бригадой С. Е. Чернышёва. Согласно этой планировки, предлагалось строительство 24 домов по проекту С. Е. Чернышёва. В генплане начала 1931 года количество таких домов сокращено до 16 — в центре квартала, затем — до 12. Планировка С. Е. Чернышёва предполагала очень широкие дворы между домами. Дома своих проектов группа Э. Мая расположила по северной и южной сторонам квартала, с более узкими дворами, что явилось следствием требования правительственной комиссии уплотнить застройку. Схему озеленения предложил архитектор группы Э. Мая У. Вольф, затем её доработал Госзеленстрой, которому была передана вся работа по проекту озеленения Магнитогорска (Л. Залесская, А. Афанасьев, И. Петров, М. Глаголев). Генплан группы Э. Мая соединял идеи города-сада и города-спутника с дезурбанистской идеей города.
В 1931 году группой Э. Мая было создано несколько новых вариантов проекта планировки. Увеличилась насыщенность жилых комплексов коммунально-бытовыми учреждениями. Кварталы по своему типу стали напоминать жилкомбинаты. М. Стам, ранее получивший известность своими градостроительными работами в Германии, Нидерландах и Швейцарии, придал им форму ромбов, за счёт чего преодолел монотонность маевского решения.
В почти всех генпланах группы Э. Мая квартал № 1, расположение которого изменить было уже нельзя, примыкал к западному краю Соцгорода своеобразным «аппендиксом», не вписываясь в общую конфигурацию города согласно замыслам новых проектировщиков. Исключением стал вариант начала 1931 года, в котором была предпринята попытка запроектировать ещё один квартал севернее квартала № 1, но неудачная геология этому помешала.
Система бытового и культурного обслуживания квартала № 1 была рассчитана на полный охват его населения. Предполагались 5 яслей, 4 детских сада, школа, клуб, 4 столовых, универмаг и 2 продмага, прачечная, ремонтная мастерская, 2 парикмахерских, врачебный пункт, почтовое отделение. Столовые располагались вдоль пешеходных аллей. Магазины размещались компактной группой в северо-восточном углу квартала. Детские дошкольные учреждения располагались вдоль южной и северной границ квартала. На востоке квартала — огромная школа ФЗС со спортивными сооружениями, бассейном, учебными огородами, фруктовым садом, крольчатником и птичником.
Проектирование Магнитогорска, по сравнению с другими соцгородами, над которыми работала группа Э. Мая, значительно затягивалось. В сентябре 1931 года Э. Май послал письмо И. В. Сталину, в котором сообщал о «раздробленном проектировании [новых городов], не охватывающим проблему в целом», из-за которого повторяются ошибки капиталистического градостроительства. Аудиенция Э. Мая и И. В. Сталина, о которой просил градостроитель, судя по всему, так и не состоялась.

### 1930—1932 годы. Начало дискуссии о береге
Дискуссия о береге, на котором необходимо строить селитьбу, началась в мае 1930 года после выхода постановления, увеличившего нормативный разрыв между металлургическими комбинатами и селитьбами.
Продолжающаяся в условиях неопределённости с берегом межведомственная схватка грозила свести на нет всю проектную работу. Несмотря на предпочтение правого (западного) берега архитекторами и инженерами (в том числе Государственный институт сооружений и Уральский экспериментальный институт сооружений), ведомствами (Наркомпуть, Наркомздрав), органами власти (Свердловский облисполком, Магнитогорский горсовет), специальными органами (Свердловская областная планировочная комиссия, Уралкоммунотдел, Гидрометбюро) правительственная комиссия 8 декабря 1930 года утвердила местом строительства левый (восточный) берег, лоббируемый ВСНХ СССР под руководством Г. К. Орджоникидзе, Цекомбанком под руководством Э. В. Лугановского и начальником Магнитостроя Я. П. Шмидтом. За левый берег выступал также Э. Май.
Аргументами за левобережный вариант были: максимально приближенное к строившемуся на этом же берегу производству расположение селитьбы, допускающее пешеходную связь жилья с комбинатом; требование размещения комбината как планировочного ядра селитьбы; предположение, что в перспективе удастся минимизировать производственные загрязнения; стихийное строительство, уже возникавшее на левом береге; потеря времени и денег в случае переноса проектирования на другой берег. Сторонники правобережного варианта исходили из обеспечения дальнейшего пространственного роста города и удаления от вредного влияния производства. Облисполком предлагал компромиссный вариант: продолжать строительство на левом берегу ради скорейшего пуска комбината, но в перспективе перенести строительство на правый берег. Ранние проекты правобережного варианта были разработаны в 1931 году Ударной Бригадой Уралкоммунжилпроектбюро и Гипрогором.
В марте 1931 года СНК РСФСР принял постановление «О строительстве города Магнитогорска», которое должно было перенести строительство Соцгорода с левого берега на правый. В апреле начальник ГУКХ при СНК РСФСР Т. Р. Рыскулов со страниц печати выступил в адрес работающего в бюро Цекомбанка Э. Мая с критикой за недостаточное увязывание проекта с местными условиями. Группу иностранных проектировщиков было предложено передать в Гипрогор, где они вели бы проектирование совместно с советскими специалистами. Перенос строительства на правый берег и победа ГУКХ при СНК РСФСР над ВСНХ СССР и Цекомбанком могли помешать ВСНХ СССР ввести комбинат в срок. ВСНХ СССР, пользуясь связями с СНК СССР, удалось добиться отмены мартовского постановления СНК РСФСР. В мае СНК РСФСР издало постановление «О выборе места постройки города Магнитогорска», устанавливавшее строительство селитьбы на левом берегу. С сентября иностранные проектировщики действовали от имени Стандартгорпроекта при ВСНХ СССР.
20 марта 1932 года СТО СССР изменило проектную численность населения до 200 тыс. человек. При этом фактическое число жителей стройплощадки уже превысило эту цифру.
В ноябре 1932 года на стройку прибыла бригада научно-технического совета (НТС) НККХ РСФСР (бывший ГУКХ при СНК РСФСР), проведя в Магнитогорске серию заседаний. Председательствующий Г. Б. Красин предлагал вновь рассмотреть вопрос освоения правого берега, а также подвести «петлю» железной дороги для местного пассажирского сообщения. Заседания показали, что проектирование генерального плана давно оторвалось от реальной ситуации. Город Магнитогорск фактически представлял собой конгломерат созданных «самотёком» посёлков. Застройщики этих посёлков (заводоуправление, горсовет, железнодорожное руководства, различные ведомства и предприятия) самостоятельно решали свои текущие градостроительные проблемы, в том числе самостоятельно изыскивая проектировщиков для своих объектов. Стандартгорпроекту поручалось вносить всё новые и новые корректировки, учитывающие «непонятно откуда» возникающие самострои.

### 1932—1934 годы. Критика работы группы Э. Мая и планировка квартала № 2. Перенос строительства на правый берег
В 1932—1933 годах в группу Э. Мая в Стандартгорпроекте к проектным работам были привлечены советские архитекторы. В 1933 году Э. Май писал о своём доработанном проекте, датированным 1932 годом:

Весь город разделяется на 5 районов… В каждом районе имеется районный клуб и физкультурная площадка, при выборе местоположения которых руководствовались характером и живописностью местности, а также органическим положением здания в обслуживаемом им районе…
Отдельные районы подразделяются на кварталы, рассчитанные каждый на 6-тысячное население и в свою очередь распадающиеся на 3 жилых комплекса с населением по 2 тыс. человек. Каждый жилой комплекс снабжён яслями, детскими садами и столовыми по нормам соответствующих наркоматов. Система остальных видов обслуживания разработана в виде отдельных схем также на основании существующих норм…
<…> Характерной чертой капиталистического города была дифференциация различных городских кварталов, отличавшихся ярко выраженными внешними различиями, зависящими от существенно различного образа жизни различных классов капиталистического общества. Социалистический же город знает только один класс — класс трудящихся. Отсюда вытекает основное требование планирования и строительства социалистического города: именно создать для всего населения одинаково благоприятные условия жизни в отношении как внутренней организации жилища, так и его освещения, вентиляции, хозяйственного и культурного обслуживания и удобств сообщения, Наиболее радикальным осуществлением этого основного требования является «строчная» застройка… Мы учитываем недостатки, связанные с известным однообразием параллельных блоков… одно- или двухэтажные здания социального обеспечения (ясли, детские сады, столовые, универмаги, продмаги и пр.) возводятся как контраст к 4-5-этажным жилым зданиям.
— Май Э. К проекту генерального плана Магнитогорска // Советская архитектура. — 1933. — № 3
Проблема взаимосвязи предприятия и выросшей селитьбы в условиях нехватки территории в генплане 1932 года была решена путём членения селитьбы на южный город (154 тыс. человек), северный город-саттелит (46 тыс. человек) и зону временных посёлков между ними. Таким образом вытянутая на 17 км полоса селитьбы была зажата между промышленными объектами. Генплан критиковался за отсутствие санитарного разрыва между селитьбой и предприятием, отрезанность от водного бассейна, плохие грунтовые условия на склонах гор. Г. Б. Красин отмечал неприспособленность европейских решений Э. Мая к суровому климату, так как в разобщённой застройке Э. Мая будут неизбежны массовые невыходы на работу зимой.
22 сентября 1933 года НККХ РСФСР на совещании с представителями местных учреждений и организаций в очередной раз отвергло генплан Стандартгорпроекта. Затем вышли постановления (в ноябре 1933 года СТО СССР и в феврале 1934 года горсовета) на этот раз окончательно утвердившие перенос основного строительства на правый берег. Перспективная численность населения города к 1950 году планировалась в размере 200 тыс. человек, а левобережное поселение предполагалось ограничить в росте не более 28 тыс. человек. К этому времени бригада Э. Мая закончила свой последний вариант проекта левобережного Магнитогорска, который из-за принятых постановлений оказался уже не актуален. Борьба за левый берег была проиграна.
Группа Э. Мая занималась проектированием и застройкой квартала № 1 до конца 1934 года, когда Э. Май (называемый теперь «буржуазным филистером») и многие его сотрудники, всё чаще подвергаемые критике за функционализм со стороны советских архитекторов и представителей власти, уехали из СССР.
В 1932 году газета «Уральский рабочий» критиковала дома квартала № 1 (в том виде, в котором они строились): «такие дома казарменного типа лишены элемента обобществления быта и необходимых удобств». В это время происходила смена градостроительных ориентиров. В духе формирующегося сталинского градостроительства создавался квартал № 2. Первоначальный проект квартала Ф. Форбата и Й. Нигемана со строчной застройкой и выделенными зонами социально-бытового обслуживания и детских учреждений был переработан в 1934 году П. Н. Блохиным и А. В. Натальченко из магнитогорского отделения Горстройпроекта. Планировка сохранила функциональное зонирование, обширное озеленение, но сократилась система общественного обслуживания и изменён характер застройки.
История проектирования Соцгорода иллюстрирует безусловный приоритет промышленного строительства и производства перед жилищно-коммунальной сферой в годы первых пятилеток. М. Г. Меерович заключает:

От них [проектировщиков] требовали качественного выполнения проектных задач в условиях, когда сделать это было, практически, невозможно из-за отсутствия исходных данных, постоянных волюнтаристских изменений расчетных показателей, сиюминутных перемен в решениях вышестоящих органов, коретикровки нормативных предписаний и т.п. <…> Градостроительная документация, вместо того, чтобы выступать регулятором ведомственных и муниципальных строительных программ, фактически, была нужна лишь в качестве средства «оформления» стихийно принимаемых на местах решений. Эта политика имела долговременные последствия для стремительно растущих индустриальных городов-новостроек, во многом предопределив и их современные проблемы.

## Строительство

### Основание города
17 января 1929 года Совнарком и СТО СССР на объединённом заседании приняли постановление о срочном начале строительства Магнитогорска. Приказом ВСНХ СССР от 31 января 1929 года начальником строительства назначен С. М. Зеленцов. Магнитогорск стал одной из крупнейших строек первой пятилетки, уступая по символическому значению разве что ДнепроГЭСу. Среди всех соцгородов Магнитогорск был одним из важнейших, к нему было приковано внимание власти и общественности, зачастую его называли первым соцгородом.
Соцгорода воспринимались как совершенно новые поселения, отказывавшиеся от прошлого ради строительства будущего. Так что строившийся практически на пустом месте Магнитогорск казался идеальным соцгородом:

Его  основывают  не  воители  и  не купцы. История основания его не связана ни с именами прославленных полководцев, ни с именами предприимчивых купцов-мореходов. Магнитогорск не будет иметь памятников старины. Его быт не узнает традиций. Его площади не увидят музейных бутоньерок церквей. О прошлом его не придется рассказывать никому. Магнитогорск растёт из будущего, и то, что когда-нибудь сможет стать его прошлым — начинается завтра. Гора дала городу имя. Она же даёт ему жизнь. Городу и металлическому заводу и коксохимическому комбинату. Здесь будут заняты люди. Это место не может быть заменено никаким другим
— Миндлин Э. Л. Магнитострой // Наша жизнь. Сб. 3. М.: Федерация. — 1931
 С крыши Магнитогорск был виден, точно на ладони. 

 От центра, где высились небоскребы статистических отделов, 

 улицы расходились симметричными кольцами, 

 пересекаемые радиальными бульварами. 

 Гигантские голубые и белые здания научных учреждений 

 сверкали отражением солнечного света.
Предметом гордости современников было то, что Магнитогорск будет «второй в СССР — после Мурманска — город без попов и церквей!». Ярким образчиком утопии эпохи индустриализации является роман Я. Л. Ларри «Страна счастливых» 1931 года, в котором Магнитогорск ближайшего коммунистического будущего представлен как город небоскрёбов.
4 февраля С. М. Зеленцов отправил к горе Магнитной помощника А. И. Сулимова для основания города. На следующий день местная газета «Вперёд» сообщила, что планируется «…начать работы по сооружению 10-15 бараков для рабочих и двух капитальных домов» для аппарата, используя станицы Магнитный и Среднеуральский (Ново-Чесноковский) (наиболее близко располагавшиеся к Магнитной горе поселения; ныне включены в черту современного города). Вскоре 30 мужчин из этих станиц образовали первую бригаду, начав возведение жилья и обслуживающих деревянных зданий. 10 февраля к Магнитной горе приехал С. М. Зеленцов.
Среди приезжающих в Магнитогорск первостроителей было много добровольцев: энтузиастов строительства социализма, комсомольцев, а также тех, кто переселялся из пребывающей в бедственном положении деревни или из тех городов, где было трудно найти работу. Однако размах строительства потребовал привлечь также труд заключённых и спецпереселенцев (раскулаченных крестьян). Таким образом, состав населения первой пятилетки составляли: руководство и иностранные специалисты (3 %), вольные (58,7 %), невольные (38,3 %).
Жилищные условия вольных и невольных отличались несущественно. Основные объёмы жилищного строительства осуществлялись через наркоматы. 81,5 % жилой площади в 1930-е годы находился в руках металлургического комбината и других предприятий.

### Временные жилища

#### Бараки
Приезжающие на грандиозную стройку первостроители Магнитогорска селились во временном жилище. Часть этого жилья представляла собой бараки. За 1929 год были построены 37 зимних барака и 15 летних.
Как правило, это были одноэтажные здания коридорного типа со входом в торце. В некоторых бараках устраивались дополнительно входы на продольных сторонах. Отличившиеся труженики с семьями получали места в семейных бараках с изолированными помещениями, порой имевшими отдельные входы. Между бараками устраивались вспомогательные постройки для хранения дров, угля, разведения птицы и туалеты. Бараки размещались параллельно друг другу, на расстоянии 20-50 м, и формировали обособленные участки. Обитатели бараков питались за длинными деревянными столами в бараках-столовых. Сборник «Магнитогорск в цифрах» в 1932 году как отдельные типы упоминал каменные, комнатные, смешанные и общие бараки.
Бараки сохранялись ещё очень долго. В 1959 году временные сборно-щитовые и каркасно-засыпные постройки (в том числе бараки) составляли 14,7 % жилого фонда обоих берегов.

#### Палатки
В 1929 году большая часть из 6700 магнитогорцев не имела мест в бараках и была вынуждена селиться в палатках или в самостоятельно возведённом жилье, которое размещалось под влиянием традиций местных народов вокруг завода, как это делалось на старых уральских заводах.
Основную массу жителей палаточных городков составляли спецпереселенцы. Существовало несколько палаточных городков, самым крупным из которых являлся городок при спецпосёлке Центральный. Палатки в советской историографии представлены как кратковременные жилища. На самом же деле палатки существовали в течение нескольких лет, утепляясь на зиму. Брезент для палаток был крайне дефицитным материалом. Я. П. Шмидт неоднократно и безуспешно направлял в СТО СССР запросы с требованием обеспечить стройку брезентом для палаток ввиду того, что рабочим порой приходится ночевать под открытым небом.

#### Трущобы
Самостоятельно возводились балаганы, шатры, землянки, полуземлянки, образовывавшие трущобные посёлки. В юртах обитало кочевое население, привезённое в качестве низкоквалифицированной рабочей силы. Нидерландский архитектор Й. Нигеман, поражаясь наивности своих представлений о тех, для кого он проектировал жильё, писал о том, как юрты разбивались прямо между 4-этажными каменными домами. Магнитогорский ветеран труда вспоминал быт жизни в землянке:

…бараков для всех не хватало. Домик-землянка с хозяйственными постройками и огородом был более удобен для проживания и домашнего хозяйства. Помню комнату в землянке, просторную кухню с русской печью, пристройки для дров и угля, для кур и поросёнка. Отдельная стайка была для коровы, для сеновала. В нашем домике стены состояли из старых, то есть использованных для опалубки досок, между ними засыпалась земля. Крыша была без потолка, её доски шли с покатом в две стороны, на них положили толь, затем слой глины. Такие посёлки неофициально назывались «шанхаями».
— Николай Яловой, почётный ветеран города

Временные постройки Магнитогорска
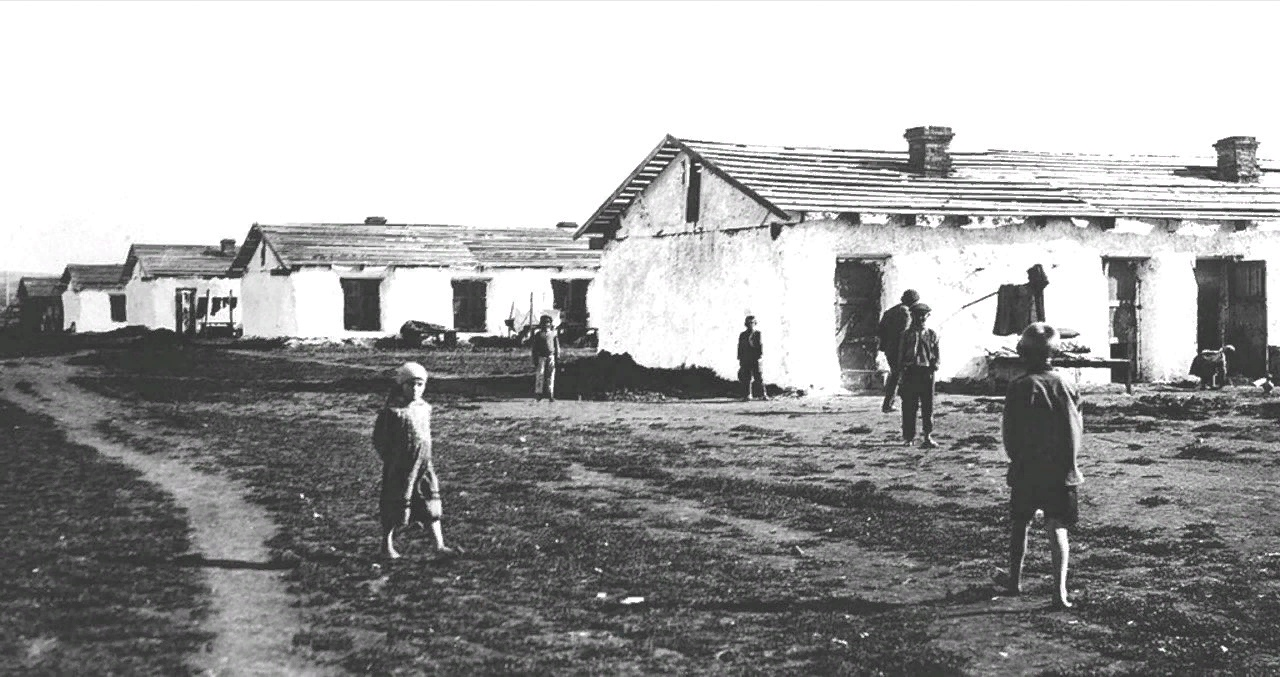
Спецпосёлок Центральный. Бараки спецпереселенцев. 1932 г.
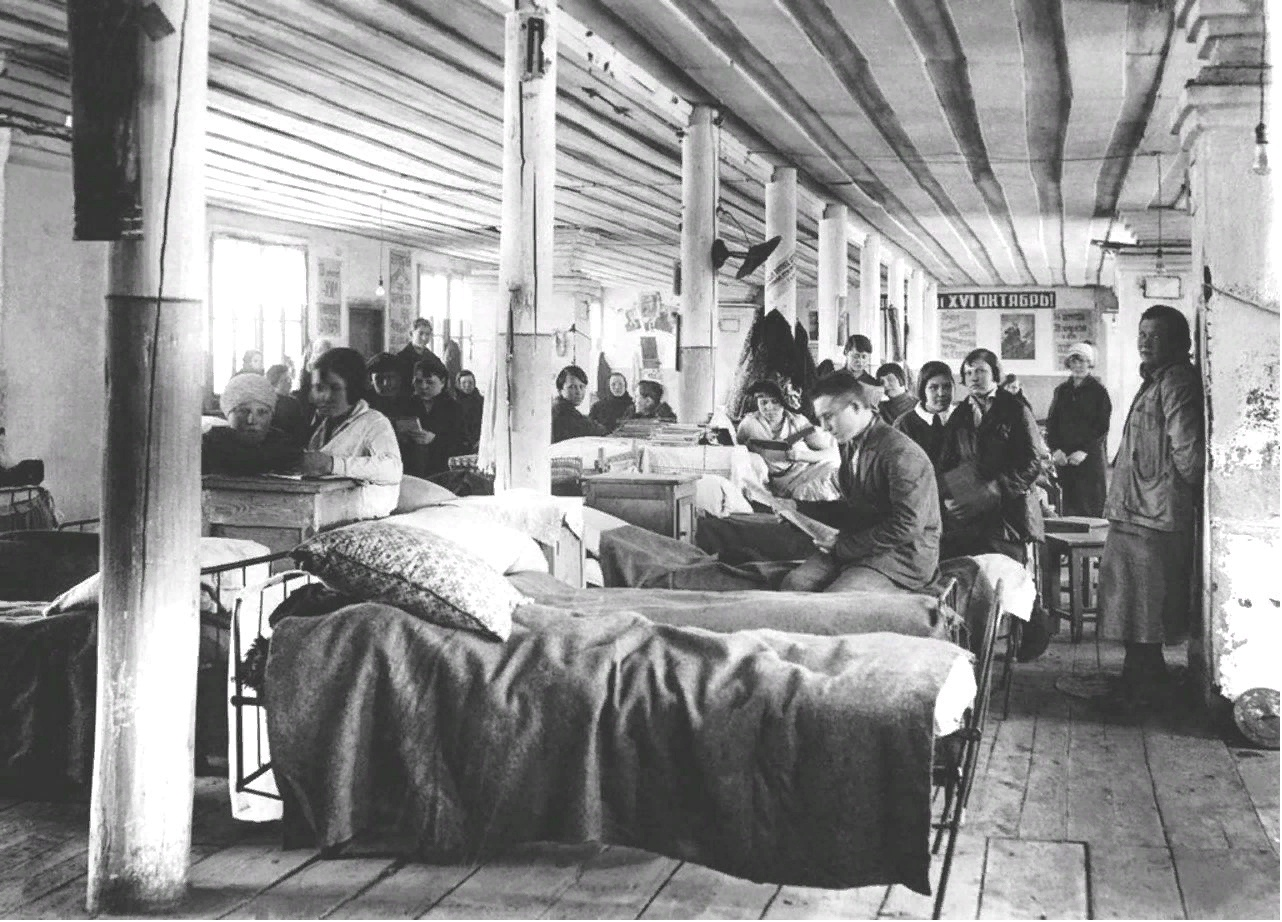
Спецпосёлок Центральный. Интерьер барака спецпереселенцев. 1933 г.
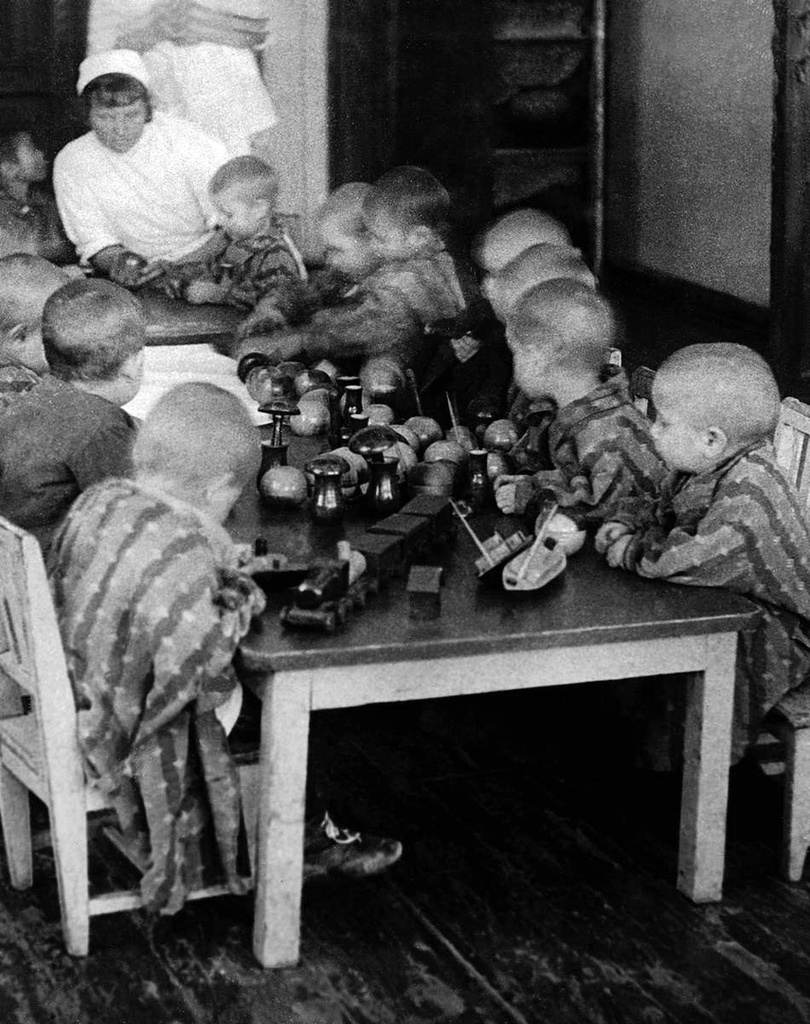
Спецпосёлок Центральный. Комната для игр в яслях. 1930-е гг.
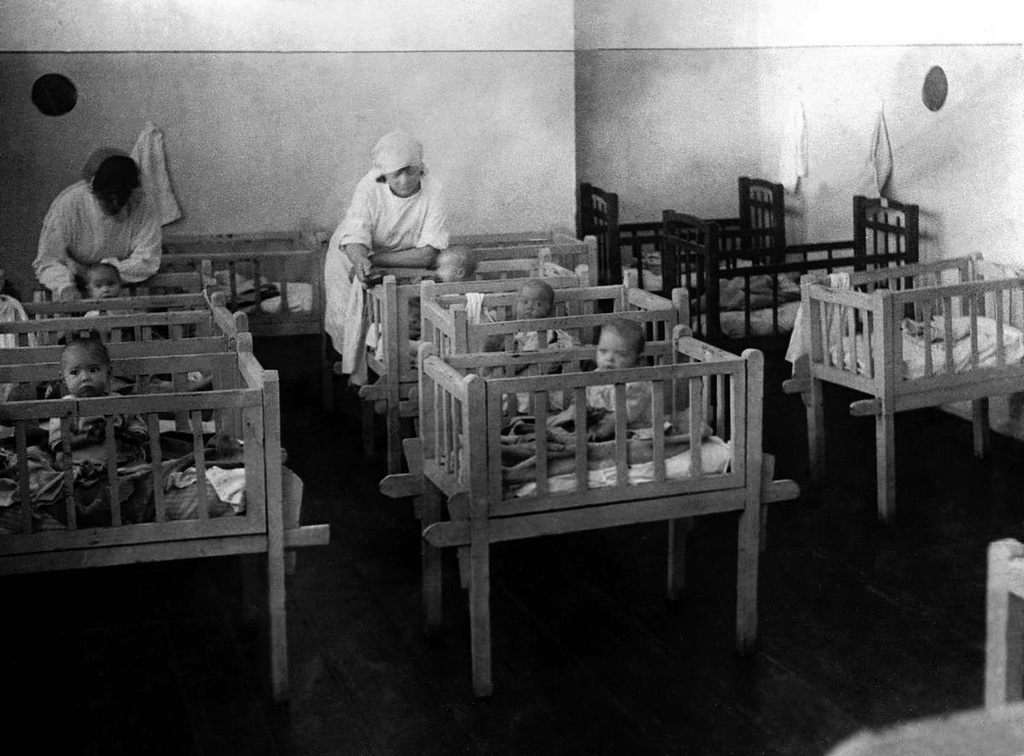
Спецпосёлок Центральный. Спальня в яслях. 1930-е гг.
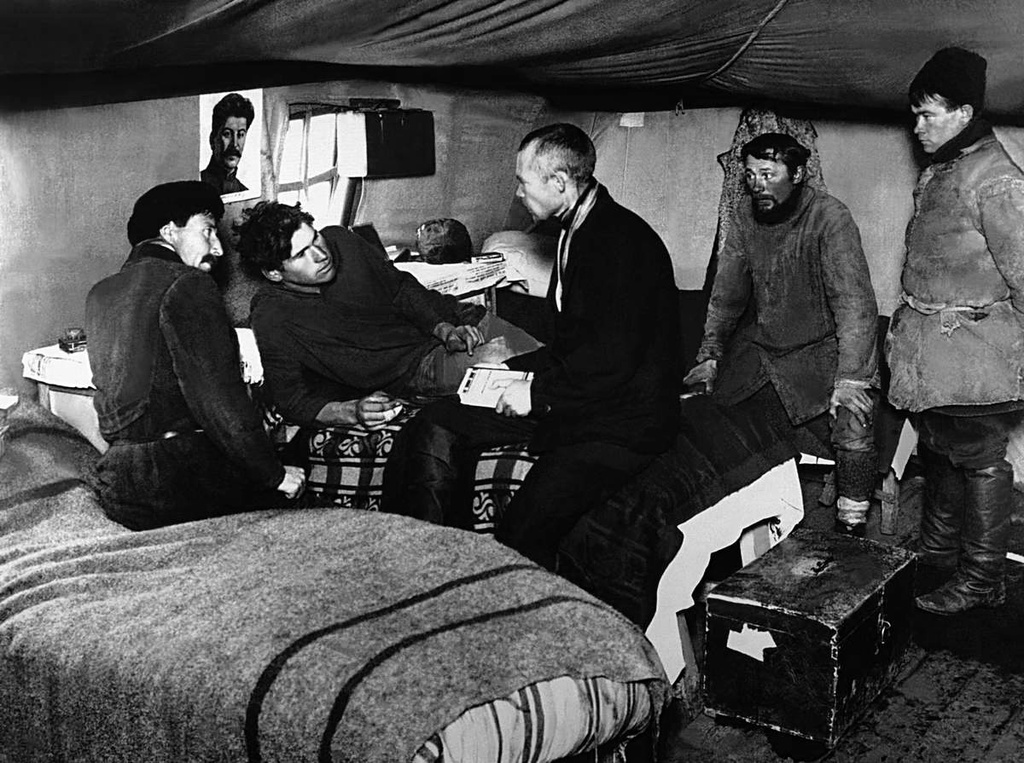
Интерьер палатки. Нач. 1930-х гг.

### Жилищная катастрофа
В условиях ускоренной индустриализации однозначный приоритет отдавался промышленному строительству, а жилищное и культурно-бытовое строительство получало минимальные инвестиции. Результатом этого стало возведение капитального жилья, которое было предусмотрено планом Соцгорода, лишь после начала строительства промышленного предприятия. Кроме того, сделавшие ставку на сезонную рабочую силу руководители стройки не учли прибытие семей рабочих. На отставании жилого строительства сказались нехватка леса, низкая степень урбанизации района, неразвитость железнодорожной сети, постоянные изменения программы на проектирование. Все строившиеся в годы первой пятилетки соцгорода испытывали подобные трудности, но магнитогорская ситуация была особенно экстремальной.

 Мы жили в палатке с зелёным оконцем,

 Промытой дождями, просушенной солнцем,

 Да жгли у дверей золотые костры

 На рыжих каменьях Магнитной горы.
Затягивалось строительство водопровода. Население снабжалось водой из водовозных бочек, позднее — из сети водопроводных будок по специальным талонам. Не имелось полноценной канализации, ассенизационный обоз покрывал лишь 14 % требуемых мощностей.
В 1932 году газета «Уральский рабочий», рассказывая о низких темпах строительства, писала, что было начато возведение школы ФЗС, двух столовых, яслей, двух продмагов, но вскоре работы были свёрнуты. В итоге Магнитогорск 1930-х годов представлял собой островки кирпичных 4-этажных домов посреди «моря рабочих площадок, спецпосёлков и барачных городков».
В 1931 году, по данным исследовательницы Н. Н. Макаровой, количество жилой площади в Магнитогорске составляло 2,2 м2 на человека. К январю 1932 года этот показатель упал до 1,7 м2 — катастрофические даже по меркам своего времени цифры.
Обитатели бараков регулярно жаловались со страниц газет на ужасные бытовые условия: отсутствие кипятка, постельного белья, мебели и дров, скученность помещений, наличие клопов, низкое качество строительства.
К концу 1932 года около 35 тысяч магнитогорских спецпереселенцев, то есть 25 % населения стройки, проживало в палатках. В 1966 году в память о них был установлен памятник «Первая палатка» с цитатой из стихотворения магнитогорца Б. А. Ручьёва. Традиционно памятник ассоциируется с романтическим трудовым героизмом комсомольцев, однако другие строки стихотворения наполнены пафосом яростного выживания любой ценой в условиях жуткого холода. Согласно данным горздравотдела, за май-декабрь 1931 года в Магнитогорске умерло 1715 детей в возрасте до 15 лет. Суровой зимой 1932/33 годов, когда температура опускалась ниже −40 С°, десятая часть обитателей палаток вымерла от холода и недоедания. В палатках практически ни один ребёнок младше 10 лет не пережил эту зиму. Катастрофу усугубили предельная скученность, отсутствие элементарных возможностей для гигиены и медицинской помощи, распространение тифа. Умерших приходилось хоронить в братских могилах.

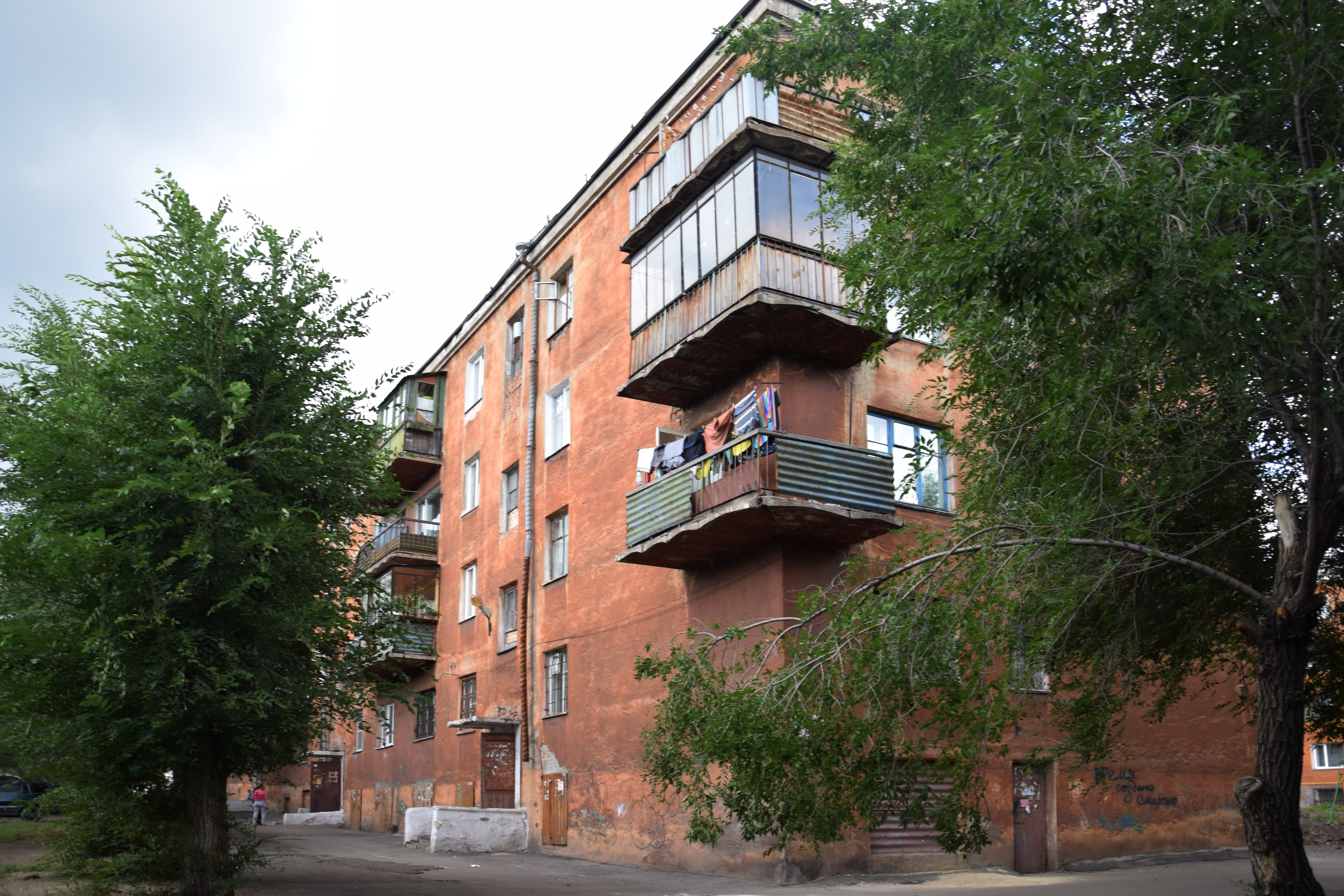
Первый капитальный жилой дом Соцгорода. 1930 г.

### Капитальное строительство
К октябрю 1929 года в Магнитогорске появились 10 типовых рубленных деревянных домов для инженерно-технического персонала, 2 клуба, 2 бани, гараж, пожарное депо, почтово-телеграфное агентство, хлебопекарня, магазин, медпункт, аптека, столовая.
Первый капитальный жилой дом Соцгорода был заложен, когда Я. П. Шмидт решил не дожидаться окончательного утверждения генерального плана, разработка которого затягивалась, и поручил начать строительство домов, спроектированных С. Е. Чернышёвым. Это произошло 5 июля 1930 года в дни XVI съезда ВКП(б): у северного склона горы Кара-Дыр в присутствии 14 000 рабочих произведена закладка  дома по адресу ул. Пионерская, 27. В память об этом событии на дом установлена мемориальная доска. В дальнейшем строители успеют возвести 12 домов этого проекта, разместившихся по улице Пионерской. В личном архиве С. Е. Чернышёва нет упоминаний об этих домах, что, по мнению И. С. Черединой, может говорить о нежелании советского архитектора, учитывая все перипетии 1930 года, возвращаться к этому вопросу.
Первые жилые дома посёлка Берёзки начали возводиться в 1930 году. В 1930 году закончена центральная гостиница площадью 3100 м2.
Постепенно обитатели бараков, палаток и самостроя переселялись в капитальное жильё, предусмотренное генпланом Соцгорода в кварталах № 1 и № 2. Прежде всего в него заселяли передовиков производства, стахановцев. 

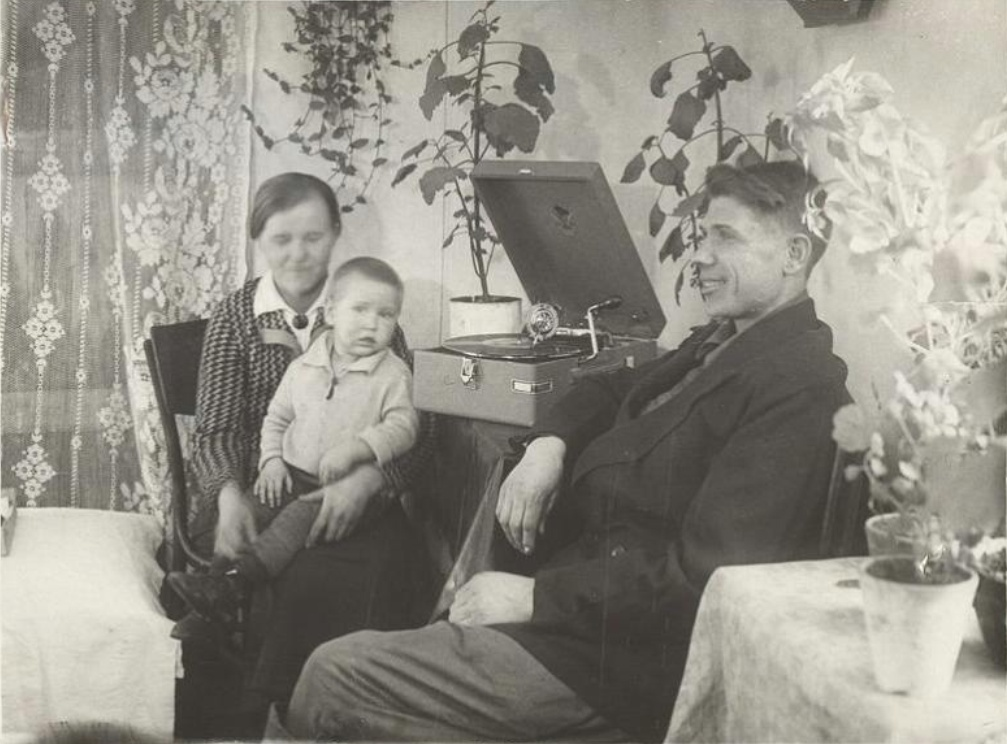
Семья стахановца В. Н. Бардакова слушает патефон в новом доме

На качестве этих домов также сказались экономия и спешка, они сдавались с многочисленными недоделками. М. Шютте-Лихоцки вспоминала, что «стены возводили киргизские девушки, которые ещё шесть недель назад жили кочевницами в степи». Экономия на материалах привела к постоянным протечкам крыш и водопроводных труб, просадкам фундаментов. Покомнатно-посемейное заселение велось даже там, где его не предусматривали. Предполагавшие наличие санузлов и кухонь дома Соцгорода, нередко сдавались в эксплуатацию без ванн, унитазов, кухонь, а в некоторых случаях даже без перегородок и труб отопления:

Поднявшись по деревянной (своеобразное облегчение строительства) лестнице, люди попадали в огромные залы, занимавшие целый этаж. Там они ставили свои топчаны, привезённые из бараков, складывали «буржуйки», выводили трубы в окно, и начинали жить…
— ГАРФ. Ф. Р-7952. Оп. 5. «Документы по истории фабрик и заводов Урала и Сибири». Д. 361. «Ивич: „Строительство города“»
Отопление, водопровод и канализацию начали монтировать в 1933 году. Затягивалось или вовсе отменялось строительство объектов обслуживания. Отмена строительства объектов обслуживания после того, как начали строить дома, рассчитанные на наличие этих объектов, обрекла жителей Соцгорода на незавидные жилищные условия, о чём Э. Май в 1933 году говорил:

Наша первая ошибка заключалась в том, что мы считали, что коммунизм здесь осуществлён в полной мере… Но нам сказали, что сейчас осуществить такое строительство невозможно, потому что нет денег. Но тогда получалось одно неудобство. Я полагал, что в каждой квартире не надо устраивать кухню, а достаточно только кухонных шкафов. Кроме того, тут были устроены электрические печи, на которых можно варить чай и т.д. Теперь дом построен, и дано новое задание — устроить там индивидуальные квартиры. Между тем, столовой нет, нет и кухонь в квартирах. Люди, которые увидят такой тип постройки, скажут: какой же дурак Май — строил квартиры без кухни! А это получается потому, что сначала начали строить дома одного типа, потом все переменили. Половину построили, а половину нет, получилась ерунда
— Интервью Э. Мая Л. Тоому. Архив МБУК МЗ «Кузнецкая крепость» (Новокузнецк). Ф. 1, оп. 2, д.2
К капитальным домам также относились 2-этажные секционные каменные или деревянные (срубные), а также суррогатные (камышитовые, глиняно-деревянные, засыпные) дома. Сборник «Магнитогорск в цифрах» в 1932 году упоминал следующие капитальные жилые здания: каменная центральная гостиница, каменные дома соцгорода, рубленные дома, каркасные и щитовые дома. К 1935 году из общественных зданий были возведены только детский сад, фабрично-заводская школа, столовая и магазин; в капитальные дома смогли расселиться только 1 700 рабочих-одиночек из 32 000 и 3 800 семейных рабочих из 28 000.

Несохранившиеся дома середины 1930-х гг. из камышовых щитов в посёлке Щитовые. Фото 1980-х гг.

В середине 1930-х годов руководство строительством возглавил К. Д. Валериус. Под его руководством был завершён квартал № 1 и возведён квартал № 2. В 1936—1939 годах в квартале № 2 выстроены девять 5- и 7-этажных домов, детский сад и школа; в 1940-х — 1950-х завершена периметральная застройка квартала № 2. В 1938 году по проекту П. И. Бронникова и М. Куповского выстроен Левобережный дворец культуры металлургов.
Таким образом, по данным работавшего в Магнитогорске Дж. Скотта, в 1938 году типология жилья представляла собой следующее:
- 50 % — «временное жильё» (бараки и т.д.)
- 25 % — землянки
- 15 % — трёх-, пятиэтажные дома с покомнатно-посемейными коммуналками (по 3-4 человека в комнате)
- 8 % — самострой «нахаловок»
- 2 % — коттеджи в посёлке Берёзки и центральная гостиница

Левый берег на долгие годы оставался основным местом расселения магнитогорцев. Проблема затруднённой взаимосвязи производства и правобережного поселения и недостаточные финансовые вложения в инфраструктуру правого берега отложили строительство на новом месте. Масштабное освоение правого берега началось после войны. К 1946 году жилой фонд там составил 8 % от общего количества жилья, к 1959 году жилой фонд превысил показатели левого берега.

## Архитектура и планировка

### Расположение

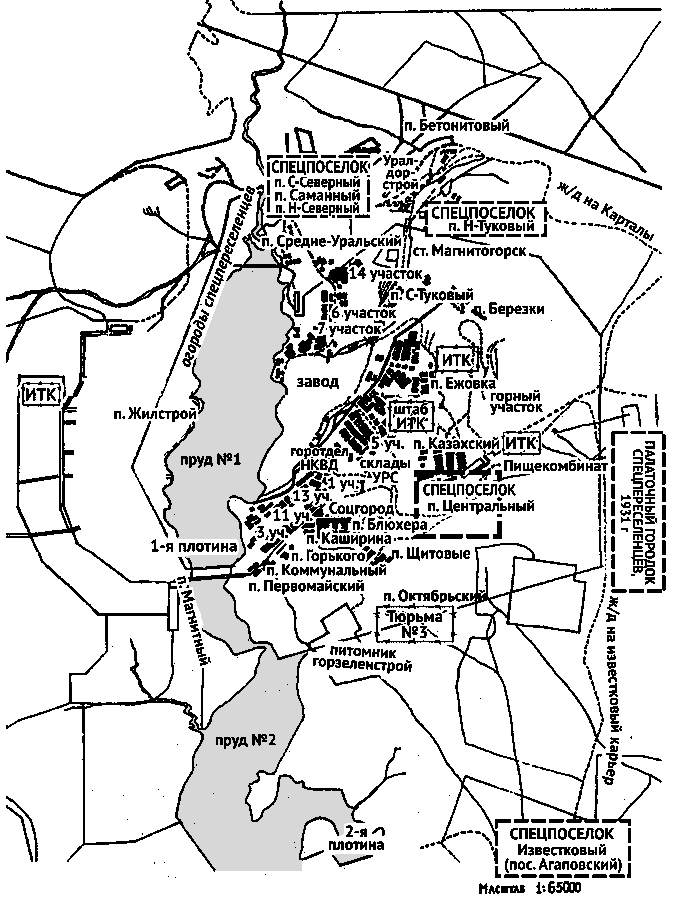
Схема Магнитогорска
1936—1937 гг.
Соцгород и комбинат — в центре, посёлок Берёзки — северо-восточная окраина

Левобережье Магнитогорска, где расположен Соцгород, остаётся преимущественно промышленным центром. Его застройка сохраняет следы хаотичного расселения первых пятилеток, в котором Соцгород занимает небольшую часть площади.
Жилой массив с социально-коммунальной инфраструктурой, к которому зачастую применяется название Соцгород, расположен на расстоянии 2 км к югу от металлургического комбината. Бо́льшая часть застройки района ограничена улицами Маяковского, Фрунзе, Чайковского, Кирова. Проспект Пушкина разделяет два квартала Соцгорода — № 1 и № 2. Различия между кварталами наглядно показывают трансформацию градостроительных практик СССР в 1930-е годы.
Общественный центр жилого массива — площадь Победы (бывш. Театральная) с Левобережным дворцом культуры металлургов. Дворец — образец постконструктивистской эстетики. Перед ним установлен памятник А. С. Пушкину.
Жилой массив Соцгорода связан с комбинатом проспектом Пушкина, завершающимся Комсомольской площадью (бывш. Заводская) перед проходной комбината. Между комбинатом и жилым массивом располагался Парк культуры и отдыха металлургов, ныне заброшенный. Для размещения иностранных специалистов и партийно-административного начальства предназначался обособленный посёлок Берёзки (также — Американка), расположенный к востоку от комбината (улицы Щорса, Репина, Бибишева). В советских изданиях по градостроительству посёлок описывался как рабочий посёлок.

### Квартал № 1

#### Общая характеристика
Квартал № 1 — яркий памятник архитектуры европейского функционализма, однако его облик искажён многочисленными перестройками и плохим состоянием зданий и благоустройства.
Облик улиц складывается строгим ритмом торцов одинаковых домов, чередующихся с озеленёнными пространствами и зданиями бытового назначения. Лаконичный облик фасадов оживляется за счёт ступенчатого, в соответствии с рельефом, размещения секций в домах по ул. Чайковского, сплошного остекления лестничных клеток и богато расчленённого озеленённого пространства.
Квартал состоит из трёх планировочных элементов: двух боковых, включающих основную массу жилых домов (ИНКО-А и ИН-В2), и широкого центрального, совмещающего жилую и общественную функции (с домами по проекту С. Е. Чернышёва, общеквартальными общественными садами и садом школы ФЗС). Между этими планировочными элементами протянуты пешеходные прогулочные аллеи-бульвары.

#### Жилая застройка
Жилая застройка планировочных элементов организована по принципу строчной застройки, характерной для многих соцгородов начала 1930-х годов. Дома выставлены по оси север — юг, торцами к улицам. Имевшая очевидные преимущества (хорошие санитарно-гигиенические показатели) строчная застройка, однако, не учитывала местную розу ветров: дворы оказались продуваемыми ледяными ветрами и роль ветрозащиты взяли на себя обширные зелёные насаждения. Первоначально были высажены хвойные деревья, но они погибли. В 1935 году завершено озеленение лиственными породами по проекту Госзеленстроя. Плотность застройки невысокая, расстояния между домами в несколько раз больше их высоты. В больших дворовых озеленённых пространствах во 2-й половине 1930-х годов появились статуи, фонтаны, вазы.

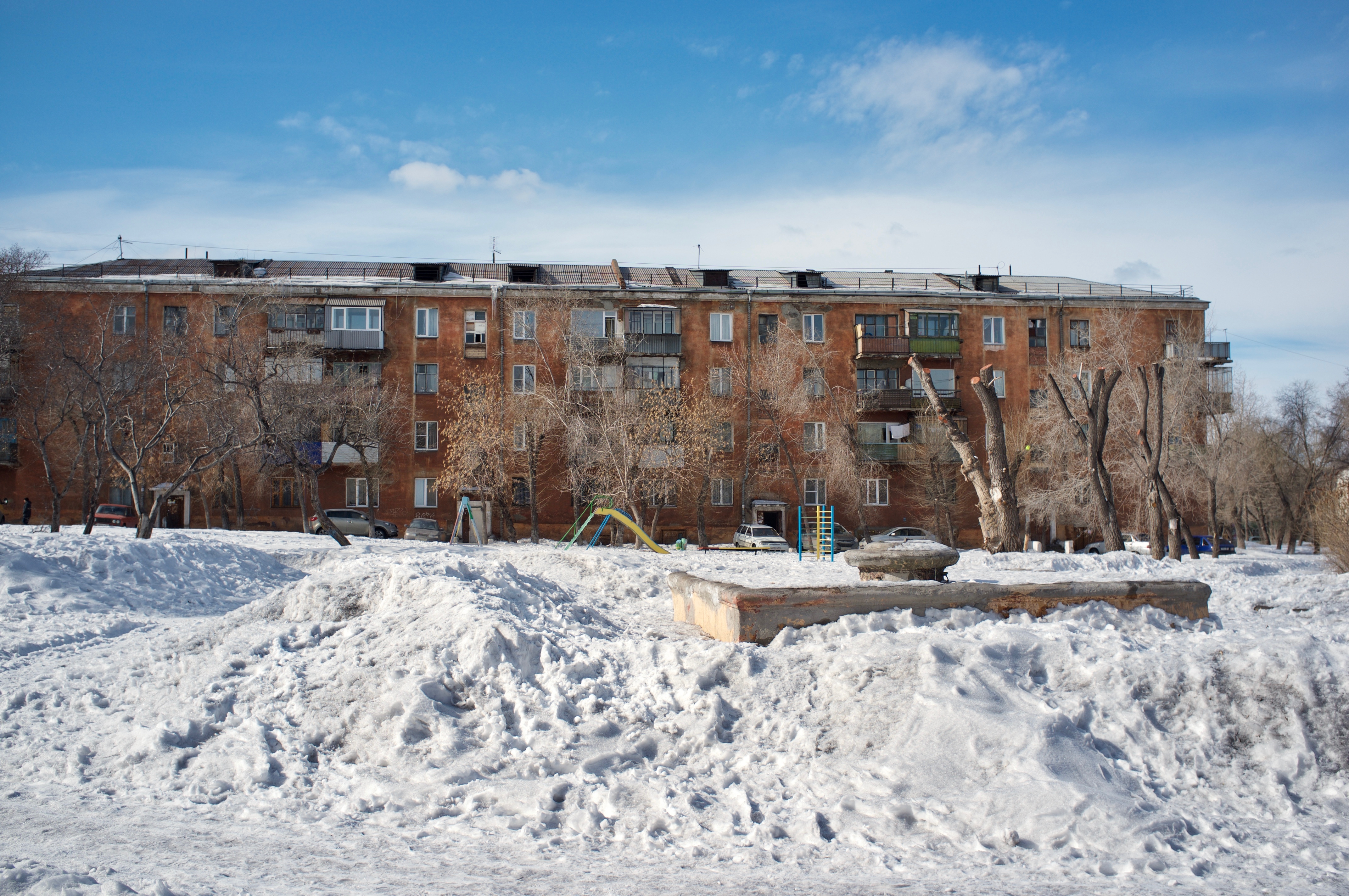
Неработающий фонтан в общественном саду квартала № 1

Дома по проекту С. Е. Чернышёва 4-этажные 4-секционные 32-квартирные. Этаж каждой секции имеет по 2 квартиры. Торцовые квартиры — 5-комнатные, общей площадью 93,6 м2, остальные — 3-комнатные, общей площадью 75,8 м2. Все помещения квартир компактно сгруппированы вокруг небольшой прихожей, что дало возможность покомнатно-посемейного заселения квартир. В основу ориентировки секций положен принцип образования парных групп домов: лестничные клетки обращены в сторону широких дворов.
Дома проекта ИН-В2, задуманные как «индивидуально-семейного» типа, на деле предусматривались под коммунальное заселение. Это 3-этажные 5-секционные 30-квартирные дома. Этаж секции состоит из двух трёхкомнатных (13,4 + 10 + 8 м2) квартир с отдельными кухнями и санузлами. В основу ориентировки секций положены требования инсоляции и проветривания. Окна спален обращены на восток. Санузлы размещены на одной оси с лестничной клеткой, обращаясь окнами на запад. Планировка ИН-В2 явно восходит к домам М. Стама посёлка Хеллерхоф во Франкфурте-на-Майне.

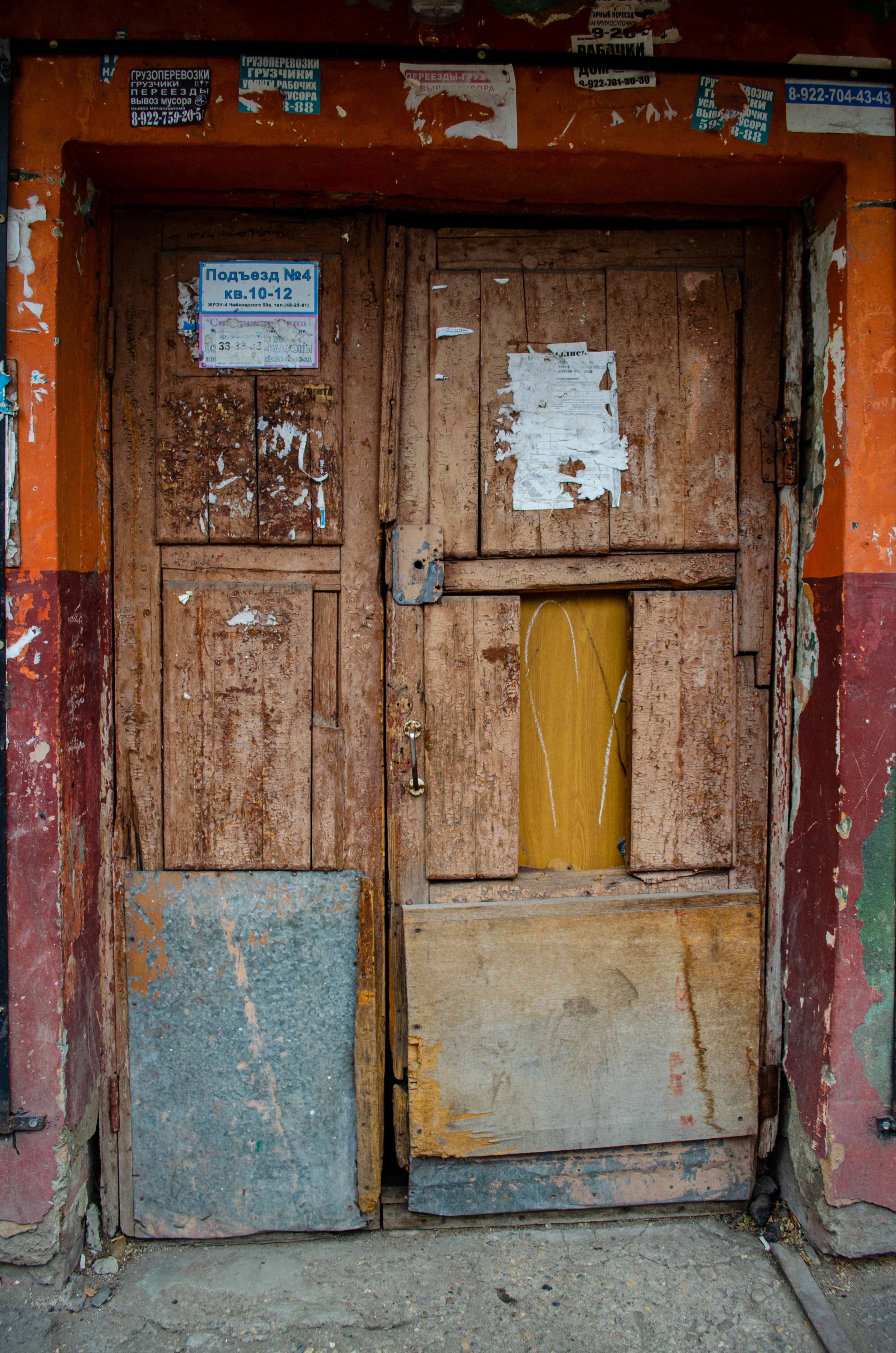
Вход в подъезд одного из домов в квартале № 1

Аббревиатура «ИНКО» в проекте ИНКО-А расшифровывается как «индивидуально-коллективное» жилище, а точнее — переходное от индивидуального к коллективному. 3-этажные дома задумывались для расселения несемейных или малосемейных жителей. В изначальном проекте из состава секций были исключены кухни, т.к. предполагалось, что жильцы будут питаться в общественных столовых квартала или в кухнях первого этажа дома. На первом этаже предполагалась коридорная планировка, на верхних этажах — секции на 4 жилые комнаты (около 18,5 м2 каждая), которые располагались по обе стороны лестничной клетки и санузла. Исследовательница Е. В. Конышева предполагает, что по изначальному проекту были построены дома по ул. Маяковского, 40 и 50, ул. Чайковского, 55. Однако в процессе эксплуатации, видимо, они были перестроены с устройством коридорной планировки на верхних этажах и ликвидацией лишних лестничных клеток, на месте которых разместились комнаты. Остальные дома построены с секционной планировкой на всех этажах. В послевоенные годы их секции претерпели различные перепланировки. В некоторых случаях на этаже секции образовывалась одна трёхкомнатная квартира с кухней и с сохранением раздельного светового санузла. В других домах секции преобразованы в двухквартирные, на месте санузлов устроены кладовые, кухни или даже комнаты, а часть коридора выгорожена под санузел.

#### Общественная застройка
Предусмотренная проектом значительная общественная застройка реализована частично. Своего первоначального функционального назначения, как и функционалистского облика, не сохранило ни одно из зданий общественного обслуживания квартала.
Крупнейшее общественное здание — школа ФЗС на 640 учащихся, выходящая на пр. Пушкина. Она поставлена по центральной оси квартала (улица Пионерская). Первоначально являлась доминантой застройки, замыкая собой перспективу улицы. Но в послевоенные годы вид на неё перекрыло типовое здание школы-десятилетки в духе сталинской архитектуры. Объёмно-пространственная композиция школы ФЗС сформирована сочленением разномасштабных объёмов обособленных групп помещений.
Одноэтажные здания столовой и магазина прилегали к торцам жилых домов боковых планировочных зон. Главные фасады этих зданий были обращены к пешеходным аллеям. Планировочное решение зданий обосновано функционально. Залы с пролётами до 12 м были обозначены на фасаде большими остеклёными плоскостями окон. В столовой в послевоенные годы размещался краеведческий музей, а с 1990-х годов — гараж-мастерская. Кроме этого были выстроены ясли и детские сады.

### Квартал № 2
Квартал № 2 имеет меньшую площадь, при этом в нём выше плотность населения. Сочетает фронтальную и строчную застройки. Квартал зонирован на три разновеликие части, разделённые аллеями. Западная часть, примыкающая к пр. Пушкина, состоит из строчно расположенных крупных жилых домов. Средняя часть является хорошо озеленённой зоной детских учреждений. В восточной части квартала свободно сочетаются жилые и общественные здания.
7- и 5-этажные дома по периметру квартала расположены фасадами вдоль улиц. Дома на севере и юге квартала играют роль ветровых заслонов. При этом дома расставлены с разными интервалами и отступами от красных линий, что привносит живописность в построение улицы. На ул. Фрунзе в разрывах между домами расположены курдонеры, за которыми — детские учреждения. Однако впоследствии здесь были достроены жилые дома, частично закрывшие курдонеры и «размывшие» градостроительный замысел. Появились квартиры с затемнёнными углами и помещениями, выходящими в сторону комбината. Внутри квартала — строчная застройка.
Дома кирпичные, крупноблочные; перекрытия — как деревянные, так и железобетонные. Общественные здания представлены школой ФЗО необычной планировки (частично перестроена), детским садом, яслями, корпусами школы-интерната.
В 2022 году земельный участок с корпусами бывшей школы (затем — ремесленное училище № 13, позднее — политехнический колледж) был выставлен на торги. Планируется снос существующих зданий и размещение жилого комплекса.

### Театральная (Победы) площадь
Общественный центр жилого массива — площадь Победы (бывш. Театральная) с Левобережным дворцом культуры металлургов архитекторов П. Бронникова и М. Куповского. В части этого здания прежде размещался также драматический театр имени А. С. Пушкина. Разветвлённый асимметричный комплекс Дворца — образец постконструктивистской эстетики. Здание оштукатурено и покрашено. Стены театрального зала и холла украшают более 30 барельефов с разнообразными героико-жанровыми сюжетами и портретами писателей и композиторов. Перед Дворцом на повышенной площадке разбит сквер  и установлен памятник А. С. Пушкину.
Восточный фланг площади первоначально ограничивали здания школ. Послевоенная застройка закрыла их, внесла в объёмно-пространственную композицию площади регулярность, симметрию и значительно уменьшила её размер.
Начинающаяся на площади ул. Рубинштейна заканчивается выстроенной в 1938 году детской инфекционной больницей. Рядом с ней в 1930-е годы находился барак, в котором размещалось сначала управление строительством города, а затем — роддом.
| Застройка кварталов № 1, № 2 и площади Победы                            | Застройка кварталов № 1, № 2 и площади Победы | Застройка кварталов № 1, № 2 и площади Победы      | Застройка кварталов № 1, № 2 и площади Победы | Застройка кварталов № 1, № 2 и площади Победы | Застройка кварталов № 1, № 2 и площади Победы | Застройка кварталов № 1, № 2 и площади Победы                                                   |
| ------------------------------------------------------------------------ | --------------------------------------------- | -------------------------------------------------- | --- | --------------------------------------------- | --------------------------------------------- | ----------------------------------------------------------------------------------------------- |
| Значения цветов см. в таблице. Утраченные постройки обозначены пунктиром |                                               |                                                    | |                                               |                                               |                                                                                                 |
|                                                                          | Фотография                                    | Здание                                             | Адрес | Год(ы) постройки                              | Архитектор                                    | Состояние                                                                                       |
| Квартал № 1                                                              |                                               |                                                    | |                                               |                                               |                                                                                                 |
|                                                                          |                                               | Жилые дома                                         | ул. Пионерская, д. 21-32 | 1930—1934                                     | С. Е. Чернышёв                                |                                                                                                 |
|                                                                          |                                               | Жилые дома ИНКО-А                                  | ул. Маяковского, д. 40, 42, 44, 46, 48, 50, 52; ул. Чайковского, д. 33, 35, 37, 39, 41, 43, 45, 47, 49, 51, 53, 55, 57                                                         | 1933                                          | В. Хебебранд                                  | имеются существенные перепланировки; несколько домов не сохранилось                             |
|                                                                          |                                               | Жилые дома ИН-В2                                   | ул. Маяковского, д.30, 32, 34, 36, 38 | 1933—1938                                     | М. Стам                                       | имеются существенные перепланировки; один дом не сохранился                                     |
|                                                                          |                                               | Продуктовый магазин                                | ул. Маяковского, д. 40а | 1933                                          |                                               | снесён                                                                                          |
|                                                                          |                                               | Столовая                                           | ул. Чайковского, д. 41а | 1933                                          |                                               | в здании размещается гараж-мастерская (по сост. на 2017 г.); утратила изначальный облик фасадов |
|                                                                          |                                               | Школа ФЗС                                          | пр. Пушкина, д. 21 | 1933                                          | В. Шютте М. Шютте-Лихоцки                     | утратила изначальный облик фасадов; переоборудована в торговый центр «Техникум»                 |
|                                                                          |                                               | Детский сад                                        | ул. Маяковского, д. 28 | 1935                                          |                                               | преобразован в школу                                                                            |
|                                                                          |                                               | Детский сад                                        | ул. Чайковского, д. 31 | 1939                                          |                                               |                                                                                                 |
|                                                                          |                                               | Детский сад                                        | ул. Чайковского, д. 52 | 1933                                          | М. Шютте-Лихоцки                              | используется не по назначению                                                                   |
|                                                                          |                                               | Ясли                                               | ул. Чайковского, д. 34 | 1933                                          | М. Шютте-Лихоцки                              | перестроены в жилой дом                                                                         |
| Квартал № 2                                                              |                                               |                                                    | |                                               |                                               |                                                                                                 |
|                                                                          |                                               | Жилые дома различных проектов                      | пр. Пушкина, д. 28, 30, 32, 34, 36 ул. Маяковского, д. 56, 58, 60, 62, 64 ул. Фрунзе, д. 3, 5, 9, 13, 15 ул. Чайковского, д. 59а, 61а, 61, 63 пер. Ржевского, д. 1, 2, 5, 7, 9 |                                               |                                               | один дом не сохранился                                                                          |
|                                                                          |                                               | Школа ФЗО                                          | пер. Ржевского, д. 6 |                                               |                                               |                                                                                                 |
|                                                                          |                                               | Учебный корпус школы-интерната                     | пер. Ржевского, д. 4 |                                               |                                               |                                                                                                 |
|                                                                          |                                               | Детский сад (позднее жилой корпус школы-интерната) | пер. Ржевского, д. 3 |                                               |                                               |                                                                                                 |
|                                                                          |                                               | Детский сад                                        | ул. Фрунзе, д. 11 |                                               |                                               |                                                                                                 |
|                                                                          |                                               | Ясли                                               | ул. Фрунзе, д. 7 |                                               |                                               |                                                                                                 |
|                                                                          |                                               | Гаражи                                             | |                                               |                                               |                                                                                                 |
| Площадь Победы (бывш. Театральная), ул. Рубинштейна, пр. Пушкина         |                                               |                                                    | |                                               |                                               |                                                                                                 |
|                                                                          |                                               | Левобережный дворец культуры металлургов           | пр. Пушкина, д. 19 | 1938                                          | П. И. Бронников М. Куповский                  |                                                                                                 |
|                                                                          |                                               | Школы                                              | ул. Маяковского, д. 23 ул. Рубинштейна, д. 2 |                                               |                                               |                                                                                                 |
|                                                                          |                                               | Дом-коммуна. Общежитие                             | ул. Рубинштейна, д. 5 | 1934                                          | Й. Нигеман                                    | используется как жилой дом и стоматологическая поликлиника                                      |
|                                                                          |                                               | Фельдшерско-акушерская школа                       | пр. Пушкина, 38 | Сер. 1930-х гг.                               |                                               |                                                                                                 |

### Посёлок Берёзки

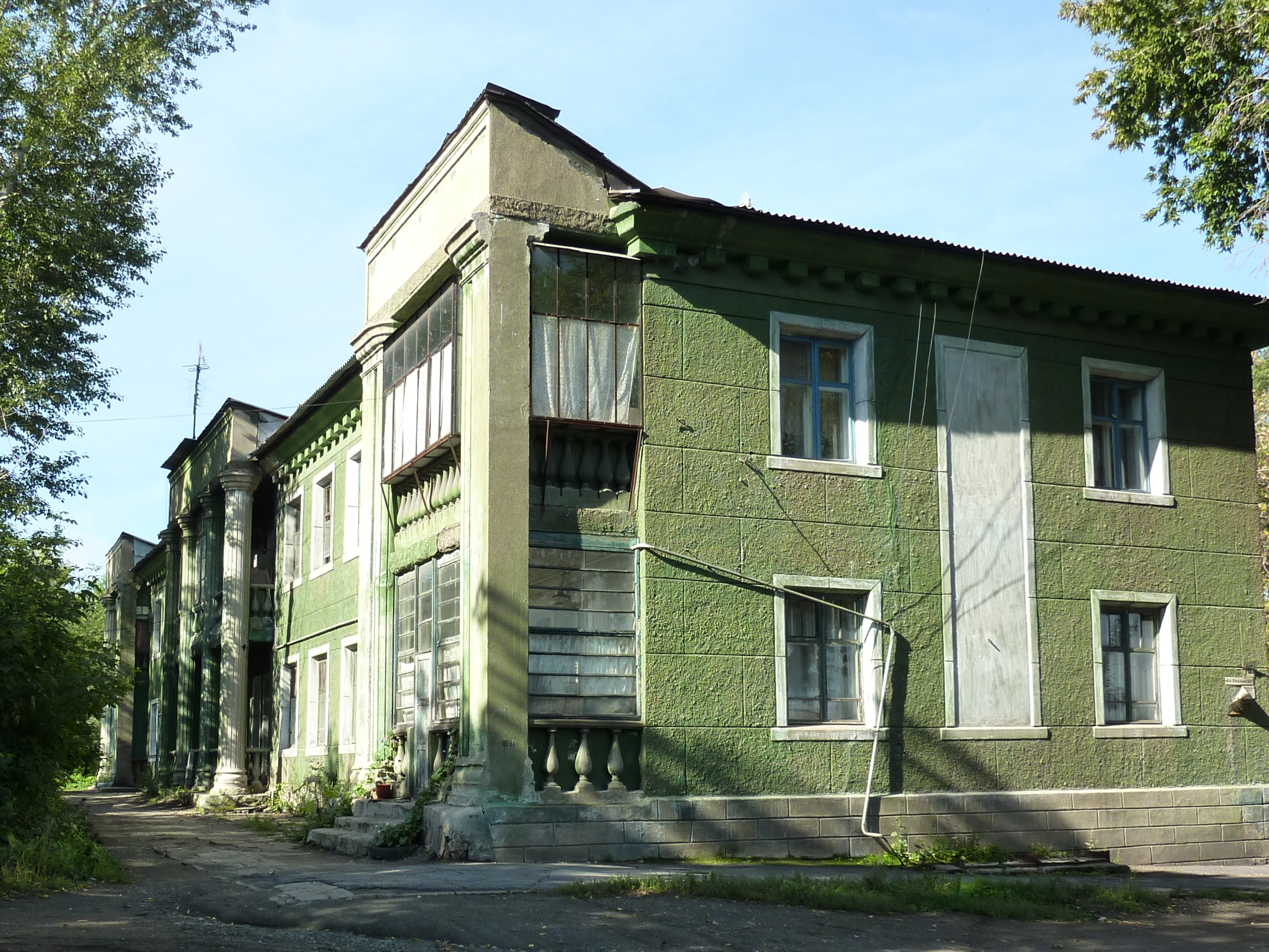
Многоквартирный дом в посёлке Берёзки

Берёзки планировочно были решены как «посёлок-сад» и отличались более высоким уровнем благоустройства и озеленения по сравнению с посёлками рабочих. Вдоль основной оси — улицы Щорса до наших дней сохранилась аллея тополей. Улица Щорса ведёт к руинам Клуба горняков.
Жилая застройка размещена вокруг обширного общественного парка и представлена: двух- и трёхэтажными деревянными каркасными оштукатуренными домами секционного типа, выставленными на межквартальных аллеях; небольшими одноэтажными домами на две семьи с верандами и крошечными участками; а также полноценными коттеджами для одной семьи с земельными участками для сада и огорода. На фоне прочих коттеджей особенно выделялся трёхэтажный 14-комнатный дом директора комбината А. П. Завенягина с бильярдной и музыкальным салоном. Всего Берёзки включали в себя 150 жилых зданий.
До посёлка ходил автобус и его можно было использовать для отдыха. Газета «Магнитогорский металл» в 1934 году предлагала побродить по склонам горы Магнитная у Берёзок, полюбоваться гигантом-заводом и величественным закатом над прудом, а найдя в зарослях старые рудные разработки — ужаснуться тому, «какими варварскими  способами уральские заводчики расхищали  богатства горы Магнитной».

### Заводская (Комсомольская) площадь
Жилой массив Соцгорода связан с комбинатом проспектом Пушкина. Перед проходной комбината расположена самая ранняя Комсомольская площадь (бывш. Заводская). Здесь были возведены заводоуправление, гостиница, заводская лаборатория, пожарное депо, ресторан, банк, кинотеатр «Магнит», а также 8-этажный дом общественных организаций — одно из самых высоких зданий довоенного Урала.
Площадь имеет форму западающего «кармана» в виде сегмента ломаного очертания и рассредоточенное размещение застройки. Типичная для 1930-х годов её трактовка как «площади-сада». Циклопические размеры площади (ширина 475 м, глубина 175 м) обусловлены первоначальной функцией как места проведения общегородских праздников, митингов и демонстраций. Для этого на площади выделен большой участок, окаймлённый сквером.

## Соцгород как культурное наследие
Квартал № 1 имеет статус выявленного объекта культурного наследия вида достопримечательное место ( ОКН № 7430857000). Первый капитальный жилой дом Магнитогорска по адресу ул. Пионерская, 27 имеет статус объекта культурного наследия регионального значения — памятник истории ( ОКН № 7400282000).
Несмотря на удручающее состояние магнитогорского Соцгорода, его ценят местные активисты и муниципальные депутаты, выступающие против сноса исторических домов. Неоднократно в его защиту выступал национальный комитет ИКОМОС Германии. Специалисты из России, Германии и Нидерландов призывают включить магнитогорский Соцгород в список объектов ЮНЕСКО как совместное с Западной Европой наследие, как уникальную попытку ввести новую урбанистическую модернистскую эстетику («прямые углы», контрастные цветовые фасадные плоскости), новые типы зданий и общественных пространств.

## Примечание
1. ↑  Казанева, Федосихин, 2009, с. 14-18.
2. 1 2 3 4 5 6 7 8 9 10 11 12 13 14 15 16 17 18 19 20 21 22 23 24 25 26 27 28 29 30 31 32 33 34  Меерович, Конышева, 2010.
3. ↑  Казусь И. А. Советская архитектура 1920-х годов: организация проектирования. — М.: Прогресс-Традиция, 2009. — С. 305. — 464 с. Архивировано 24 января 2022 года.
4. ↑  Конышева Е. В. Планировочная эволюция городского квартала в конце 1920-х начале 1930-х гг. (на примере городов Урала) // Вестник Южно-Уральского государственного университета. Серия: Социально-гуманитарные науки. — 2011. — № 9 (226). Архивировано 17 июля 2022 года.
5. ↑  Казанева, Федосихин, 2009, с. 38—39.
6. 1 2 3 4  Казанева, Федосихин, 2009, с. 39—41.
7. 1 2 3 4 5 6 7 8 9 10 11 12 13  Чередина, 2011.
8. ↑  Советское градостроительство. Кн. 1, 2018, с. 192.
9. ↑  Казанева, Федосихин, 2009, с. 32—35.
10. ↑  Милютин, 1930.
11. ↑  Хан-Магомедов, 2001, Глава 2.37.
12. ↑  Хан-Магомедов, 2001, Глава 2.25.
13. ↑  Хан-Магомедов, 2001, Глава 2.36.
14. ↑  Хазанова, 1980, с. 81—83.
15. ↑  Хан-Магомедов, 2001, Глава 2.31.
16. ↑  Хазанова, 1980, с. 79—80.
17. 1 2  Казанева, Федосихин, 2009, с. 45—50.
18. 1 2 3 4  Советское градостроительство. Кн. 1, 2018, с. 195-197.
19. ↑  Казанева, Федосихин, 2009, с. 50—51.
20. 1 2 3 4 5 6 7  Хан-Магомедов, 2001, Глава 2.42.
21. ↑  Хмельницкий Д. С. К проблеме хронологии сталинской архитектуры // Archi.ru. — 2020. — 28 февраля.
22. 1 2 3 4 5 6 7  Расторгуев, Токменинова, Фольперт, 2011.
23. 1 2 3 4 5 6 7 8 9 10 11 12 13 14 15  Конышева, 2017.
24. 1 2  Pistorius Elke, Volpert Astrid. Vor dem Verschwinden: das Erste Quartal von Magnitogorsk :  [нем.] : [арх. 16 октября 2022] // kunsttexte.de. — 2013. — № 3.
25. ↑  Советское градостроительство. Кн. 1, 2018, с. 203, 514.
26. 1 2 3 4 5 6 7 8 9  Меерович, 2012.
27. ↑  Казанева, Федосихин, 2009, с. 54—55.
28. ↑  Советское градостроительство. Кн. 1, 2018, с. 445.
29. ↑  Меерович, Конышева, Хмельницкий, 2011, с. 131, 167.
30. ↑  Меерович, Конышева, Хмельницкий, 2011, с. 135.
31. ↑  Казаринова, Павличенков, 1961, с. 19-21.
32. ↑  Бугров, 2018, с. 371—373.
33. 1 2 3 4  От палатки до высотки: путеводитель : [арх. 21 июля 2022] / сост. Семина М.Ю.; ред. Доминова Р.Т., Яблокова О.А.. — Магнитогорск : МБУК «ОГБ», 2018. — 37 с.
34. ↑  Советское градостроительство. Кн. 1, 2018, с. 514.
35. ↑  Бугров, 2018, с. 368-369.
36. ↑  Ефремова Е. Н. «Здесь будет город-сад»: утопический образ города в заводской газете Уралмаша : [арх. 10 мая 2022] // Quaestio Rossica. — 2015. — № 4.
37. 1 2  Бугров, 2018, с. 370.
38. 1 2  Бугров, 2018, с. 9.
39. ↑  Советское градостроительство. Кн. 1, 2018, с. 192, 205.
40. ↑  Фицпатрик, 2008, с. 53, 86.
41. 1 2 3  Меерович, Конышева, Хмельницкий, 2011, с. 163.
42. 1 2 3 4  Меерович, Конышева, Хмельницкий, 2011, с. 168.
43. ↑  Меерович, Конышева, Хмельницкий, 2011, с. 171.
44. 1 2 3  Советское градостроительство. Кн. 1, 2018, с. 201.
45. ↑  Советское градостроительство. Кн. 1, 2018, с. 202.
46. 1 2 3  Советское градостроительство. Кн. 1, 2018, с. 203.
47. 1 2  Казанева, Федосихин, 2009, с. 26.
48. 1 2  Ссыльные татары Поволжья (80 лет со дня ссылки татар в Магнитогорск) // Звезда Поволжья. — 2012. — 20 июля.
49. 1 2 3  Ахметзянов Салават. В них умирали от холода дети и старики. Магнитогорский историк рассказал о трагическом смысле памятника «Первая палатка» // Верстов.Инфо. — 2019. — 9 декабря.
50. ↑  Мы жили в землянке // Магнитогорский рабочий. — 2012. — 18 января.
51. ↑  Советское градостроительство. Кн. 1, 2018, с. 195—196, 199.
52. 1 2 3 4 5  Бугров, 2018, с. 137.
53. ↑  Бугров, 2018, с. 371.
54. ↑  Бугров, 2018, с. 138—141.
55. ↑  «В первые годы существования Магнитогорска людей хоронили где придется» // Реальное время. — 2018. — 2 декабря.
56. ↑  Казанева, Федосихин, 2009, с. 51.
57. 1 2 3  "Несоветский" пригород // Магнитогорский металл.
58. ↑  Объект мирового наследия // Магнитогорский металл. — 2019. — 17 декабря.
59. ↑  Советское градостроительство. Кн. 1, 2018, с. 197.
60. ↑  Советское градостроительство. Кн. 1, 2018, с. 199.
61. ↑  Советское градостроительство. Кн. 1, 2018, с. 195.
62. ↑  Социалистический город, 2012.
63. ↑  Яковенко Г. Посёлок Щитовые 1929—1989 // Магнитогорский рабочий. — 1988. — 19 мая.
64. 1 2 3  Бугров, 2018, с. 373.
65. 1 2  Чернышова Э. П., Глущенко Э. А., Чернышов В. Е. Квартал №1 г. Магнитогорск : [арх. 16 октября 2022] // Архитектура. Строительство. Образование. — 2017. — № 2 (10).
66. ↑  Бугров, 2018, с. 133.
67. 1 2  Бугров, 2018, с. 372.
68. 1 2  Бугров, 2018, с. 375.
69. 1 2 3  Бугров, 2018, с. 374-376.
70. ↑  Парк культуры и отдыха Металлург г.Магнитогорск // Блог andrdi на livejournal.com. — 2014. — 23 апреля.
71. 1 2 3  Бугров, 2018, с. 373-374.
72. ↑  Евгения Конышева: «Город будущего — это не архитектурный образ, а социум» // Культура.рф.
73. ↑  Казаринова, Павличенков, 1961, с. 61.
74. ↑  Казаринова, Павличенков, 1961, с. 81-85.
75. ↑  Советское градостроительство. Кн. 1, 2018, с. 409.
76. ↑  Казаринова, Павличенков, 1961, с. 90.
77. ↑  Казаринова, Павличенков, 1961.
78. ↑  Казаринова, Павличенков, 1961, с. 85-86.
79. ↑  2 квартал [Магнитогорск] // The Constructivist Project.
80. 1 2  Соцгород - восстановить, он же памятник! Дома Левобережья будет охранять ЮНЕСКО // Верстов.Инфо. — 2012. — 23 августа.
81. ↑  Новый микрорайон на левом берегу? В Магнитогорске на месте бывшего колледжа хотят возвести жилой комплекс // Верстов.Инфо. — 2022. — 27 сентября.
82. ↑  Левобережный Дворец культуры Металлургов // Справочник компаний Магнитогорска.
83. 1 2  Казаринова, Павличенков, 1961, с. 60.
84. 1 2  Брызгалина Е. Музыкальная по духу : [арх. 29 июля 2023] // Магнитогорский металл. — 2018. — № 29/13388/.
85. ↑  Историческая справка о ГБПОУ «Магнитогорский медицинский колледж им. П. Ф. Надеждина»  на 10.10.2022 года // Магнитогорский медицинский колледж им. П. Ф. Надеждина. — 2022. — 10 октября.
86. ↑  Меерович, Конышева, Хмельницкий, 2011, с. 175.
87. ↑  Казаринова, Павличенков, 1961, с. 58.
88. ↑  АКТ государственной историко-культурной экспертизы научно-проектной документации на проведение работ по сохранению элемента выявленного объекта культурного наследия «Достопримечательное место «Квартал №1 соцгорода» (многоквартирный жилой дом), расположенного по адресу: Россия, Челябинская область, г. Магнитогорск, ул. Чайковского, 35 (капитальный ремонт фасада и фундамента (отмостки). Шифр 12-20-21-НПД.
89. ↑  Нагорная М.С., Петухова Е.И. Архитектура соцгорода как объект культурного наследия: Европейский опыт и российские перспективы // Управление в современных системах. — 2014. — № 4. Архивировано 16 февраля 2022 года.
90. ↑  Нас ждёт ЮНЕСКО // Вечерний Магнитогорск. — 2018. — 19 февраля.
91. ↑  Социалистический город, 2021, с. 79-80.